# Лауреаты Государственной премии СССР в области науки и техники (1986—1991)
Список лауреатов Государственной премии СССР в области науки и техники в период с 1986 по 1991 год.

## 1986

### В области науки
1. Авармаа, Рейн Арнольдович, зав. сектором, Гороховский, Аншель Александрович, Кикас, Яак Вернер, ст. н. с., Альшиц, Евгений Иосифович, Быковская, Людмила Анатольевна, мл. н. с. Института физики АН ЭССР; Маслов, Владимир Григорьевич, ст. н. с. ГОИ имени С. И. Вавилова; Ребане, Любовь Александровна, ст. н. с. ИХБФАН ЭССР; Персонов, Роман Иванович, зав. лабораторией Института спектроскопии АН СССР, Харламов Борис Михайлович, ст. н. с.; Соловьёв, Константин Николаевич, зав. лабораторией Института физики АН БССР, — за цикл работ «Фотовыжигание стабильных спектральных провалов и селективная спектроскопия сложных молекул» (1972—1984)
2. Грибков, Владимир Алексеевич, Захаренков, Юрий Александрович, Рупанов, Александр Александрович, ст. н. с. ФИАН имени П. Н. Лебедева; Пергамент, Михаил Иосифович, нач. отдела, Щеглов, Джолинард Андреевич, ст. н. с., Ковальский, Николай Григорьевич, нач. лаборатории ИАЭ имени И. В. Курчатова; Щелев, Михаил Яковлевич, Коробкин, Владлен Васильевич, зав. лабораториями ИОФАН; Кругляков, Эдуард Павлович, зав. лабораторией ИЯФ СО АН СССР; Павличенко, Олег Степанович, нач. отдела ХФТИ АН УССР; Пятницкий, Лев Николаевич, зав. лабораторией ИВТАН; Раздобарин, Геннадий Тихонович, ст. н. с. ФТИАН имени А. Ф. Иоффе, — за цикл работ «Создание методов лазерной диагностики и исследование высокотемпературной плазмы в физическом эксперименте» (1963—1984)
3. Драбкин, Гильяри Моисеевич, Малеев, Сергей Владимирович, зав. секторами, Окороков, Алексей Иванович, ст. н. с. ЛИЯФАН имени Б. П. Константинова; Наумов, Игорь Васильевич, нач. конструкторской бригады, Черноплеков, Николай Алексеевич, нач. отдела, Соменков, Виктор Александрович, Шильштейн, Сана Шаевич, Землянов, Михаил Григорьевич, Румянцев, Александр Юрьевич, ст. н. с. ИАЭ имени И. В. Курчатова; Изюмов, Юрий Александрович, зав. лабораторией ИФМ УрНЦ АН СССР; Озеров, Руслан Павлович, зав. кафедрой МХТИ имени Д. И. Менделеева, — за цикл работ «Новые методы исследования твёрдого тела на основе рассеяния нейтронов стационарных ядерных реакторов» (1961—1984)
4. Галин, Лев Александрович, ч.-к. АН СССР, — за монографии «Контактные задачи теории упругости и вязкоупругости» (1980, 1984)
5. Соболев, Сергей Львович, руководитель работы, ст. н. с. МИАН имени В. А. Стеклова; Александрян, Рафаэль Арамович, ч.-к. АН Армянской ССР; декан ЕрГУ; Масленникова, Вера Николаевна, зав. кафедрой УДН имени Патриса Лумумбы; Успенский, Станислав Викторович, зав. кафедрой МГМИ, — за цикл работ «Математические исследования по качественной теории вращающейся жидкости» (1950—1984)
6. Бабичев, Анатолий Петрович, Климов, Владимир Дмитриевич, нач. лабораторий, Рыжков, Александр Васильевич, зам. нач. лаборатории ИАЭ имени И. В. Курчатова; Спицын, Виктор Иванович, директор, Ершов, Борис Григорьевич, Крот, Николай Николаевич, Михеев, Николай Борисович, Пикаев, Алексей Константинович, зав. лабораториями, Гельман, Анна Дмитриевна, Ионова, Галина Васильевна, ст. н. с. ИФХАН; Мясоедов, Борис Фёдорович, зам. директора ИГАХАН имени В. И. Вернадского; Суглобов, Дмитрий Николаевич, нач. лаборатории РИАН имени В. Г. Хлопина, — за цикл работ «Соединения металлов в ранее не известных состояниях окисления, исследование их свойств и применение» (1967—1984)
7. Величко, Феликс Казимирович, Терентьев, Александр Борисович, ст. н. с. ИНЭОСАН имени А. Н. Несмеянова; Никишин, Геннадий Иванович, зам. директора, Виноградов, Максим Гаврилович, Огибин, Юрий Николаевич, ст. н. с. ИОХАН имени Н. Д. Зелинского; Фрейдлина, Рахиль Хацкелевна, ч.-к. АН СССР, — за цикл работ «Научные основы и новые прогрессивные методы органического синтеза с применением гомолитических реакций» (1961—1984)
8. Асаналиев, Усенгазы, ч.-к. АН Киргизской ССР, проректор ФПИ; Смирнов Владимир Иванович, зав. кафедрой МГУ имени М. В. Ломоносова; Богданов, Юрий Вячеславович, зав. сектором, Кутырев, Эдуард Иванович, ст. н. с. ВНИГИ имени А. П. Карпинского; Наркевич, Леонид Францевич, зав. кафедрой ЧПИ; Попов, Василий Михайлович, академик АН Киргизской ССР, руководитель группы Института геологии имени М. М. Адышева АН Киргизской ССР; Скрипченко, Николай Семёнович, зав. кафедрой НПИ имени С. Орджоникидзе; Цой, Ремир Валентинович, гл. геолог Самаркандского ПГО; Домарев, Виктор Сергеевич — за цикл работ «Стратиформные месторождения цветных металлов, их минеральные ресурсы и генезис»
9. Пиннекер, Евгений Викторович, руководитель работы, зам. директора, Писарский, Борис Иосифович, зав. лабораторией ИЗК СО АН СССР; Гавич, Ирина Константиновна, профессор, Швец, Владимир Михайлович, зав. кафедрой МГРИ имени С. Орджоникидзе; Зекцер, Игорь Семёнович, зав. отделом, Ковалевский, Владимир Серафимович, зав. лабораторией ИВПАН; Ломоносов, Игорь Сергеевич, ст. н. с. ИГХ имени А. П. Виноградова СО АН СССР; Маринов, Николай Александрович, зав. отделом ВНИИГЗС; Шварцев, Степан Львович, зав. кафедрой ТПИ имени С. М. Кирова; Перельман, Александр Ильич, ст. н. с. ИГРМПМГАН, — за монографию «Основы гидрогеологии» в 6 томах (1980—1984)
10. Абдулаев, Нажмутин Гаджимагомедович, ст. н. с. ИБХАН имени М. М. Шемякина; Чизмаджев, Юрий Александрович, зав. лабораторией, Маркин, Владислав Семёнович, ст. н. с. ИЭЛАН имени А. Н. Фрумкина; Шульц, Михаил Михайлович, директор ИХСАН имени И. В. Гребенщикова; Лев, Адольф Аронович, зав. лабораторией ИЦАН; Стефанова, Ольга Константиновна, ст. н. с. ЛГУ имени А. А. Жданова, — за цикл работ «Принципы функционирования транспортных систем» биологических и модельных мембран и создание селективных ионометрических устройств (1967—1984)
11. Спирин, Александр Сергеевич, директор, Алахов, Юрий Борисович, Сердюк, Игорь Николаевич, зав. лабораториями, Гудков, Анатолий Тимофеевич, ст. н. с., Васильев, Виктор Дмитриевич, Гаврилова, Лидия Павловна, Гиршович, Александр Семёнович, зав. группами, сотрудники ИБАН; Богданов, Алексей Алексеевич, ч.-к. АН СССР, зав. отделом, Шатский, Иван Николаевич, ст. н. с. межфакультетской проблемной НИЛ молекулярной биологии и биоорганической химии МГУ имени М. В. Ломоносова; Киселёв, Николай Андреевич, ч.-к. АН СССР, зав. сектором, Стельмащук, Валерий Яковлевич, ст. н. с. ИКАН имени А. В. Шубникова, — за цикл работ «Структурные основы биосинтеза белка на рибосомах» (1962—1984)
12. Ким, Максим Павлович, зав. отделом ИИАН, — за монографию «Проблемы теории и истории реального социализма» (1983)
13. Плетнёва, Светлана Александровна, зав. сектором ИААН, — за цикл работ «История и культура кочевых народов средневековья на территории СССР» (1967—1982)
14. Ошанин, Илья Михайлович, руководитель работы, Дрейер, Олег Константинович, гл. редактор гл. редакции восточной литературы издательства «Наука», Борисов, Борис Васильевич, Кузес, Владимир Сергеевич, ст. н. с., Баранова, Зинаида Ивановна, Панасюк, Владимир Андреевич, Ворожцова, Тамара Павловна, мл. н. с., Григорьев-Абрамсон, Григорий Моисеевич, Мелналкснис, Арнольд Иванович, бывший мл. н. с. ИВАН; Мудров, Борис Григорьевич, доцент военного института; Суханов, Владимир Фёдорович, зав. кафедрой ВАВТ; Советов-Чень, Иван Иванович, филолог, — за создание большого китайско-русского словаря в 4 томах (1983—1984)
15. Лосев, Алексей Фёдорович, профессор-консультант МГПИ имени В. И. Ленина, — за монографию «История античной эстетики» в 6 томах (1963—1980)
16. Крыжановский, Георгий Николаевич, академик АМН СССР, директор НИИ общей патологии и патологической физиологии АМН СССР; Хананашвили, Михаил Михайлович, академик АМН СССР, директор Института физиологии имени И. С. Бериташвили АН ГССР, — за цикл работ «Принципиально новые модели нейропатологических синдромов и нарушений ВНД человека»
17. Шахгильдян, Ваган Ваганович, руководитель работы, зав. кафедрой, Ляховкин, Александр Алексеевич, доцент МЭТИС; Бакаев, Юрий Николаевич, ст. н. с. НИИ; Белюстина, Людмила Николаевна, зав. лабораторией НИИ прикладной математики и кибернетики ГГУ имени Н. И. Лобачевского; Уткин, Герман Михайлович, зав. кафедрой, Капранов, Михаил Владимирович, Кулешов, Валентин Николаевич, доцент МЭИ; Леонов, Геннадий Алексеевич, профессор ЛГУ имени А. А. Жданова; Тихонов, Василий Иванович, нач. кафедры ВВИА имени Н. Е. Жуковского; Тузов, Георгий Иванович, нач. отделения НИИ; Шахтарин, Борис Ильич, профессор МВТУ имени Н. Э. Баумана, — за цикл работ «Теория фазовой синхронизации в радиотехнике и связи» (1964—1983)
18. Гальперин, Юрий Ильич

### В области техники
1. Абшаев, Магомет Тахирович, зав. отделом ВГФИ; Степаненко, Владимир Данилович, зам. директора, Брылёв, Георгий Борисович, зав. лабораторией ГГО имени А. И. Воейкова; Бодров, Евгений Алексеевич, директор, Бубнов, Юрий Михайлович, нач. цеха завода; Бурцев, Иван Иванович, нач. управления ГК СССР по гидрометеорологии и контролю природной среды; Черников, Альберт Алексеевич, директор ЦАО; Ваксенбург, Самуил Исаакович, нач. сектора, Горностаев, Николай Владимирович, нач. отдела, Шевеля, Григорий Фёдорович, нач. отделения НИИ; Мокшанов, Владимир Ильич, нач. отделения НЭЦАУВД; Персиков, Максим Васильевич, зав. лабораторией ИРТЭАН, — за разработку и внедрение в гидрометеорологическое обеспечение народного хозяйства методов и технических средств радиометеорологических наблюдений за облаками и опасными явлениями погоды
2. Гуцал, Фёдор Павлович, директор, Гарькавый, Михаил Иванович, гл. инженер, Юдин, Валентин Николаевич, нач. производства, Павлов, Василий Александрович, нач. цеха, Ратманов, Александр Георгиевич, нач. отдела, Машнин, Анатолий Павлович, аппаратчик Первомайского ПО «Химпром»; Евстратов, Владимир Николаевич, нач. отдела, Киевский, Михаил Ильич, гл. специалист, Смирнов, Валентин Георгиевич, гл. инженер проекта ВИППХСЗР; Махорин, Константин Епифанович, ч.-к. АН УССР, зав. отделом, Глухоманюк, Анатолий Маркович, ст. н. с. Института газа АН УССР; Подберезный, Валентин Лазаревич, нач. лаборатории Свердловского НИИ химического машиностроения, — за разработку и промышленное внедрение новой замкнутой ресурсообразующей системы производственного водоснабжения и переработки отходов Первомайского промышленного узла
3. Галеев, Гайфутдин Салахутдинович, руководитель работы, академик ВАСХНИЛ, зам. директора, Сотченко, Владимир Семёнович, директор Кубанской опытной станции ВИР имени Н. И. Вавилова ВАСХНИЛ; Моргун, Владимир Васильевич, ч.-к. АН УССР, директор Института физиологии растений АН УССР; Веденеев, Григорий Иванович, зав. отделом НПО «Элита Поволжья» Всероссийского отделения ВАСХНИЛ; Ерохин, Геннадий Алексеевич, зав. лабораторией Куйбышевского НИИСХ имени Н. М. Тулайкова Всероссийского отделения ВАСХНИЛ; Заика, Станислав Поликарпович, зав. отделом УНИИ земледелия Южного отделения ВАСХНИЛ; Ильин, Владимир Семёнович, зав. лабораторией СибНИИСХ Сибирского отделения ВАСХНИЛ; Чучмий, Иван Петрович, зав. лабораторией Черкасской ГСХОС, — за разработку методов селекции и создание раннеспелых гибридов кукурузы
4. Степанова, Надежда Ивановна, руководитель работы, зав. лабораторией, Заблоцкий, Вячеслав Титович, Мутузкина, Зинаида Петровна, ст. н. с. Малышев, Сергей Николаевич, Бурба, Григорий Леонтьевич, мл. н. с. ВНИИ экспериментальной ветеринарии имени Я. Р. Коваленко ВАСХНИЛ; Расулов, Ильхом Хасанович, зав. Ташкентским опорным пунктом Узб НИВИ имени К. И. Скрябина Среднеазиатского отделения ВАСХНИЛ; Солдатченко, Александр Михайлович, директор Каракалпакской республиканской ветеринарной лаборатории; Скичко, Николай Данилович, директор, Гребенёв, Геннадий Михайлович, нач. отделения Государственного Щёлковского биокомбината, — за разработку биотехнологии и внедрение в практику высокоэффективной вакцины против тейлериоза крупного рогатого скота
5. Виноградов Владимир Николаевич, руководитель работы, академик ВАСХНИЛ, академик-секретарь отделения ВАСХНИЛ; Гаель, Александр Гаврилович, зав. лабораторией МГУ имени М. В. Ломоносова; Жданов, Юрий Михайлович, Зюзь, Николай Семёнович, зав. лабораториями, Петров Владимир Иванович, зав. отделом ВНИИ агролесомелиорации ВАСХНИЛ; Кулик, Николай Филиппович, профессор Новочеркасского ИМИ имени А. К. Кортунова; Цыплаков, Георгий Иванович, директор Потелковского ОПМЛХ Волгоградского управления лесного хозяйства; Кузнецов Виктор Андреевич, мастер леса Урюпинского МЛХ; Недашковский, Александр Николаевич, консультант УНИИ лесного хозяйства и агролесомелиорации имени Г. Н. Высоцкого; Руденко, Станислав Никитович, нач. Херсонского облуправления лесного хозяйства и лесозаготовок; Хуруджи, Семён Фатеевич, директор Обливского МЛХ Ростовского управления лесного хозяйства; Щербаков, Фёдор Михайлович, 1-й секретарь Подтёлковского райкома КПСС Волгоградской области, — за разработку и внедрение методов облесения песков Юга и Юго-Востока европейской части СССР, Бобров Вениамин Никитович, гл.инженер треста «Донгидрострой».
6. Бокерия, Леонид Антонович, зам. директора, Ревишвили, Амиран Шотаевич, ст. н. с. ИССХ имени А. Н. Бакулева АМН СССР; Букаускас, Феликсас Феликсович, директор ЦНИЛ, Бредикис, Юргис Юозович, ч.-к. АМН СССР, зав. кафедрой КМИ, — за разработку и внедрение в клиническую практику новых методов диагностики и хирургического лечения тахиаритмий.
7. Герасименко, Вадим Николаевич, руководитель работы, зам. директора, Амирасланов, Ахлиман Тапдыг оглы, Артюшенко, Юрий Валентинович, Малыгин, Евгений Никитич, ст. н. с., Чучков, Вил Михайлович, мл. н. с., Коротков, Александр Иванович, ст. инженер ВОНЦ АМН СССР; Берестнев, Валентин Аркадьевич, директор НИИ резиновых и латексных изделий; Лев, Сергей Григорьевич, ст. н. с. ВНИИ лёгкого и текстильного машиностроения; Шабашова, Наталья Яковлевна, ст. н. с. НИИ онкологии имени Н. Н. Петрова; Молодцов, Виктор Михайлович, руководитель сектора МСЗ, — за разработку и внедрение в клиническую практику методов восстановительного лечения онкологических больных
8. Савельева, Галина Михайловна, ч.-к. АМН СССР, зав. кафедрой, Фёдорова, Маина Владимировна, Михельсон, Виктор Аркадьевич, профессора 2 ММИ имени Н. И. Пирогова; Алекси-Месхишвили, Владимир Владимирович, руководитель отделения ИССХ имени А. Н. Бакулева АМН СССР; Расстригин, Николай Николаевич — за разработку и внедрение в клиническую практику методов интенсивной терапии и реанимации новорождённых и грудных детей
9. Андреев, Анатолий Афанасьевич, ст. н. с., Романов, Анатолий Андреевич, нач. ИТБ Харьковского ФТИ АН УССР; Верещака, Анатолий Степанович, доцент МСИИ; Жедь, Виктор Петрович, директор, Гаврилов, Алексей Георгиевич, зав. лабораторией, Синельщиков, Андрей Карлович, зав. отделом ВНИИ; Дороднов, Андрей Михайлович, профессор МВТУ имени Н. Э. Баумана; Лейн, Анатолий Михайлович, гл. инженер МИЗ; Симонов, Борис Александрович, гл. конструктор проекта СПКТБ Саратовского ЗЭТО; Киселёв, Михаил Данилович, зав. лабораторией НИИТАП; Гусев, Олег Владимирович, ст. н. с. ИМАН имени А. А. Байкова; Ковригин, Валерий Анатольевич, нач. отдела Московского автозавода имени И. А. Лихачёва, — за разработку технологии и организацию производства режущего инструмента с износостойким покрытием для машиностроения
10. Смирнов, Владимир Валерьянович, руководитель работы, директор, Воробьёв, Юрий Арсеньевич, гл. конструктор проекта, Кондратенко, Иван Николаевич, Никитин, Александр Сергеевич, зав. отделами, Стройман, Иосиф Маркович, зав. лабораторией ВНИПКТИЭСО; Негодуйко, Кузьма Матвеевич, директор Ленинградского завода «Электрик» имени Н. М. Шверника; Гурский, Павел Иванович, зав. лабораторией, Сахацкий, Григорий Петрович, ст. н. с., Шульман, Григорий Александрович, зав. группой ИЭС имени Е. О. Патона АН УССР; Куц, Василий Сидорович, гл. инженер Южного ГОК имени XXV съезда КПСС; Иванов, Григорий Викторович, слесарь Псковского ЗТЭСО; Хренов, Константин Константинович (посмертно), ч.-к. АН СССР, — за разработку и внедрение в народное хозяйство технологии и оборудования холодной сварки металлов
11. Азовцев, Александр Иванович, Волков, Виктор Николаевич, нач. секторов, Макушин, Борис Петрович, зам. гл. инженера, Большаков, Лев Константинович, нач. отдела, Сосна, Георгий Иванович, нач. СКБ, Соколов, Владимир Дмитриевич, директор завода, Райков, Юрий Петрович, нач. цеха, Шокин, Владимир Иванович, нач. бригады, Тарасов, Юрий Петрович, слесарь-механик, работники НПО; Кафтанатий, Владимир Тимофеевич, нач. сектора НИИ; Мазур, Николай Алексеевич, руководитель отдела, Соболь, Юрий Степанович, ст. н. с. ВКНЦ АМН СССР, — за разработку, серийное освоение и внедрение в медицинскую практику диагностического микропроцессорного комплекса для исследования ССС человека «Ленти-МТ»
12. Андерсон, Александр Имантович, нач. отдела, Глазов, Анатолий Петрович, зам. ген. директора, Дзенис, Юрий Жанович, Паберз, Ивар Петрович, инженеры-конструкторы 1 категории; Кривченков, Александр Алексеевич, Пога, Индулис Карлович, Рекис, Дзинтарс Мартынович, Трукшин, Вадим Авраамович, Червинский, Юрий Константинович, нач. КБ, работники Рижского ПО ВЭФ имени В. И. Ленина; Козловская, Анели Адольфовна, директор КОП «Вэфовец»; Демидюк, Алла Анатольевна, гл. специалист ГСИППТОП; Озолиня, Айне-Бригита Алфоновна, творческий художник КДИ Художественного фонда Латвийской ССР, — за создание и внедрение автоматизированных комплексов для организации общественного питания на промышленных предприятиях
13. Марьянович, Тадеуш Павлович, Яровицкий, Николай Владимирович, зав. отделами, Сахнюк, Мария Александровна, ст. н. с. Литвинов, Виталий Васильевич, нач. отдела СКТБПО ИК имени В. М. Глушкова АН УССР; Гусев, Владислав Владимирович, нач. лаборатории ИТМиВТАН имени С. А. Лебедева; Чинин, Геннадий Дмитриевич, директор Новосибирского филиала того же института; Калашников, Владимир Вячеславович, зав. лабораторией ВНИИСИ; Калиниченко, Леонид Андреевич, нач. отдела ИПИ РАН; Нечепуренко, Михаил Иванович, зам. директора ВЦ СО АН СССР; Баранюк, Владимир Валентинович, нач. отдела, Воскресенская, Татьяна Николаевна, ведущий инженер НИИ; Бусленко, Николай Пантелеймонович, ч.-к. АН СССР, — за разработку методов и универсальных программных средств имитационного моделирования сложных технических систем
14. Руденко, Юрий Николаевич, руководитель работы, ч.-к. АН СССР, директор, Гамм, Александр Зельманович, Розанов, Михаил Николаевич, зав. лабораториями, Воропай, Николай Иванович, ст. н. с. СЭИ СО АН СССР; Крумм, Лембит Арсеньевич, зав. сектором Института термофизики и электрофизики АН ЭССР; Мамиконянц, Лев Гразданович, зам. директора, Митюшкин, Клементий Георгиевич, зав. лабораторией ВНИЭЭ, Семёнов, Владимир Александрович, Орнов, Владимир Германович, зам. гл. инженера, Совалов, Соломон Абрамович, бывший зам. гл. инженера ЦДУ ЕЭС СССР; Фазылов, Хасил Фазылович, академик АН Узбекской ССР, зав. кафедрой ТашПИ имени Абу Райхана Беруни; Горнштейн, Валентин Моисеевич — за разработку теории и методов управления режимами систем и их применение в АСДУ ЕЭС СССР
15. Аким, Эфраим Лазаревич, зав. сектором ИПМАН имени М. В. Келдыша; Богомолов, Алексей Фёдорович, директор, Мешков, Михаил Николаевич, нач. отдела, Подопригора, Глеб Александрович, Стариков, Виталий Дмитриевич, нач. лабораторий, сотрудники ОКБ МЭИ; Ржига, Олег Николаевич, Милованов, Алексей Пантелеймонович, Дятлов, Александр Николаевич, Кукуй, Евгений Григорьевич, Нагорных, Владислав Владимирович, ст. н. с. ИРТЭАН; Никифоров, Валерий Павлович, ст. н. с. ИКИАН; Селиванов, Арнольд Сергеевич, ст. н. с. ГУ по созданию и использованию космической техники для народног хозяйства и научных исследований, — за разработку и создание бортового космического комплекса «Венера-15», «Венера-16» для радиолокационного картографирования планеты Венера
16. Алиев, Юрий Мамедович, Грингауз, Константин Иосифович, зав. лабораториями, Дьячков, Анатолий Васильевич, ст. н. с., Писаревский, Александр Николаевич, Чесалин, Лев Сергеевич, Семёнов, Евгений Михайлович, Новиков, Борис Сергеевич, зав. отделами, сотрудники ИКИАН; Поляков, Владимир Сергеевич, ст. н. с. НИИ; Анисимов, Сергей Иванович, зав. сектором ИТФАН имени Л. Д. Ландау; Измайлов, Андрей Борисович, зам. зав. отделом НИЦ имени Г. Н. Бабакина; Цуканова, Галина Ивановна, доцент ЛИТМО; Яцкив, Ярослав Степанович, академик АН УССР, директор ГАО АН УССР, — за создание научного комплекса проекта «Вега» для исследований кометы Галлея
17. Гаспарян, Лео Альфредович, нач. отделения, Киселёв, Борис Владимирович, ведущий инженер, Смирнов, Анатолий Иванович, нач. отдела, Шокин, Александр Александрович, гл. инженер НИИ; Котлецов, Борис Николаевич, нач. лаборатории НПО; Вейко, Вадим Павлович, зав. кафедрой, Котов, Геннадий Александрович, ст. н. с. ЛИТМО; Либенсон, Михаил Наумович, ст. н. с., Матюшков, Владимир Егорович, нач. лаборатории КБТЭМ (НПО «Планар»), Тризна, Юрий Павлович, гл. инженер НИТИ, Попов, Виталий Иванович, нач. отдела, Селютин, Олег Николаевич, зав. отделом филиала, сотрудники ГОИ имени С. И. Вавилова, — за разработку технологии, создание автоматизированного оборудования и внедрение в производство электронных приборов лазерной обработки плёночных элементов
18. Носов, Юрий Романович, руководитель работы, нач. лаборатории, Беляев, Евгений Яковлевич, нач. отдела, Гаршенин, Владимир Васильевич, Дмитриев, Виктор Петрович, нач. лабораторий, Карацюба, Анатолий Прокофьевич, нач. отделения, Герасин, Владимир Иванович, гл. технолог, сотрудники НИИ; Андреев, Вячеслав Михайлович, зав. лабораторией ФТИАН имени А. Ф. Иоффе; Шабанов, Николай Иванович, зам. нач. цеха ПО; Горохов, Вадим Алексеевич, зав. кафедрой МЭТИС; Свечников, Сергей Васильевич, зам. директора Института полупроводников АН УССР; Кишиневский, Лев Иосифович, нач. НПК ПО; Ордин, Будимир Михайлович, гл. инженер завода, — за разработку и внедрение в народное хозяйство приборов некогерентной оптоэлектроники
19. Андрянов, Анатолий Васильевич, нач. Васюганского управления буровых работ, Гарипов, Фанзиль Галимзянович, ген. директор, Воронков, Николай Иванович, зам. ген. директора, работники ПО «Томскнефть»; Ганиченко, Николай Михайлович, зам. ген. директора Сибирского ЭПСМО по сооружению объектов нефтяной и газовой промышленности в блочно-комплектном исполнении; Весельев, Анатолий Павлович, зам., Шабанов, Павел Павлович, нач. ГУ МСПНГП СССР; Хайтун, Алексей Давыдович, зав. отделом ВНИПКИ техники, технологии и организации управления строительством предприятий нефтяной и газовой промышленности; Иванив, Мирон Иванович, нач. Ивано-Франковского управления буровых работ ПО «Укрнефть»; Кушка, Борис Андреевич, гл. инженер управления ГСТПЭР «Союзгазспецстрой»; Тативосов, Рафаид Давидович, нач. Мирненского управления буровых работ по бурению нефтяных скважин в Западной Сибири ПО «Куйбышевнефть»; Филимонов, Леонид Иванович, ген. директор ПО «Нижневартовскнефтегаз»; Нигаматуллин, Гаян Ширмухаметович, бурильщик Бирского управления буровых работ ПО «Башнефть», — за разработку и внедрение системы освоения природных ресурсов Западно-Сибирского нефтегазового комплекса вахтовым методом
20. Баранов, Александр Терентьевич, ст. н. с., Межевич, Анатолий Николаевич, зам. ген. директора, Левитин, Анатолий Исидорович, зав. отделом, работники Ленинградского НПО «Буревестник»; Въюнник, Виктор Семёнович, зав. группой, Харитонов, Алексей Алексеевич, гл. специалист, Лаврентьев, Юрий Андреевич, наладчик оборудования, сотрудники Якутского НИПИ алмазодобывающей промышленности; Зельберг, Семён Ильич, зам. ген. директора, Инешин, Георгий Георгиевич, зам. гл. инженера, Карпенко, Юрий Николаевич, нач. лаборатории, Долженков, Валентин Иванович, гл. инженер обогатительной фабрики № 12, работники Якутского алмазодобывающего ПО имени В. И. Ленина; Новиков, Владлен Васильевич, зав. сектором ВНИПИМОПИ; Горбачёв, Валерий Валентинович, пом. нач. ВО золотодобывающей промышлености, — за создание и внедрение технологии обогащения алмазосодержащих руд и россыпей Якутии на основе методов рентгенолюминесцентной сепарации
21. Дмитриевский, Анатолий Николаевич, руководитель работы, проректор, Ангелопуло, Олег Константинович, Коротаев, Юрий Павлович, Мухин, Леонид Кузьмич, зав. кафедрами, Городнов, Василий Дмитриевич, руководитель лаборатории, Закиров, Сумбат Набиевич, Рапопорт, Мирон Бурихович, Шрайбман, Владимир Ильич, профессора МИНГ имени И. М. Губкина; Комков, Николай Иванович, зав. лабораторией, Балаян, Галина Григорьевна, ст. н. с. ЦЭМИАН, — за разработку и внедрение научно-технических решений, обеспечивающих повышение эффективности освоения нефтегазовых ресурсов в сложных горно-геологических условиях
22. Астапчик, Станислав Александрович, ч.-к. АН БССР, директор ФТИ АН БССР, Белянин, Пётр Николаевич, ч.-к. АН СССР, директор, Смирнов, Алексей Михайлович, нач. отдела НИИ; Ошкадеров, Станислав Петрович, зам. директора, Гриднев, Виталий Никифорович, академик АН УССР, Мешков, Юрий Яковлевич, зав. отделами Института металлофизики АН УССР; Колясников, Александр Иванович, зам. гл. инженера Свердловского ПО «МСЗ имени М. И. Калинина»; Гречко, Николай Михайлович, ведущий инженер НИТИ; Садовский, Виссарион Дмитриевич, зав. отделом ИФМ УрНЦ АН СССР; Петраков, Александр Фёдорович, зам. нач., Михеев, Авенир Алексеевич, нач. сектора ВНИИАМ; Рыбин, Валерий Васильевич, нач. сектора НИИ, — за создание научных основ, разработку и промышленное внедрение технологических процессов скоростного термического упрочнения сталей и сплавов
23. Власов, Владимир Михайлович, директор ПНТЗ; Мягков, Юрий Петрович, директор, Кричевский, Евгений Маркович, нач. ЦЗЛ МТЗ; Рымов, Виктор Андреевич, доцент МИСиС; Гладков, Эдуард Александрович, профессор МВТУ имени Н. Э. Баумана; Петрунин, Евгений Петрович, ст. н. с. ВНИКТИ трубной промышлености; Шнайдер, Бенцион Иосифович, нач. отдела, Годлис, Юрий Ефимович, нач. сектора ИЭС имени Е. О. Патона АН УССР; Свистунова, Тамара Васильевна, ст. н. с. ЦНИИчермет имени И. П. Бардина; Носаль, Всеволод Владимирович, зав. лабораторией ВНИПКИММ имени А. И. Целикова, — за создание и промышленное внедрение новых видов электросварных холоднодеформированных и профильных труб из высоколегированных сталей и сплавов
24. Дмитриев, Виктор Фёдорович, зав. лабораторией, Цернант, Александр Альфредович, зав. лабораторией Новосибирского филиала, сотрудники ВНИИТС; Романов, Александр Кузьмич, нач., Ерастов, Виктор Фёдорович, гл. инженер ПСМО по гидромеханизированным работам в транспортном строительстве; Коровин, Павел Петрович, зам. нач. Тюменского ГУ по нефтяной и газовой промышленности; Лейланд, Владимир Григорьевич, бывший управляющий Тюменским трестом автодорожного строительства; Михлис, Соломон Наумович, нач. отдела МГПИИТС; Сазонов, Владимир Степанович, нач. ГУ МТС СССР; Вавилов, Николай Георгиевич, инженер-гидротехник, — за создание и внедрение комплекса машин и технологии гидромеханизации в транспортном строительстве в районах Сибири
25. Трофимов, Виктор Иванович, зав. отделом, Еремеев, Павел Георгиевич, ст. н. с. ЦНИИСК имени В. А. Кучеренко; Морозов, Алексей Петрович, гл. специалист, Курбатов, Олег Александрович, нач. отдела, Зедгинидзе, Георгий Георгиевич, зав. отделом, сотрудники, Ленинградского ЗНИПИ типового экспериментального проектирования жилых и общественных зданий; Чертков, Леонид Исаакович, гл. инженер проектов управления по проектированию общественных зданий и сооружений «Моспроект-2»; Сергеев, Валентин Григорьевич, директор ВНИПИ «Помстальконструкция»; Лавров, Евгений Петрович, управляющий трестом «Севзапстальконструкция»; Краснов, Владимир Михайлович, бывший гл. технолог ВГПХО по изготовлению строительных металлоконструкций; Торопов, Евгений Васильевич, управляющий строительным трестом № 1 Главленинградстроя; Куликов, Анатолий Иванович, нач. СУ № 189 МГСМТ № 8, — за создание мембранных перекрытий большепролётных зданий и сооружений

- Богомолов, Алексей Фёдорович
- Веденов, Александр Алексеевич — за работу в области лазерной техники
- Дыхне, Александр Михайлович, физик
- Коновченко, Александр Афанасьевич, Новиков, Леонид Захарович, конструкторы ракетной техники
- Маслов, Виктор Павлович
- Напартович, Анатолий Петрович
- Соломенцев, Юрий Михайлович
- Фролов, Константин Васильевич

### За учебники
Для высших учебных заведений
1. Бадалян, Левон Оганесович, ч.-к. АМН СССР, зав. кафедрой 2 ММИ имени Н. И. Пирогова, — за учебник «Детская неврология» (1984, 3-е издание)
2. Бадягин, Александр Алексеевич, Кондрашов, Николай Александрович, профессора, Егер, Сергей Михайлович, ч.-к. АН СССР, зав. кафедрой, Киселёв, Валентин Афанасьевич, Лисейцев, Николай Константинович, Мишин, Владимир Фёдорович, Ротин, Владимир Евсеевич, Склянский, Феликс Иосифович, доценты МАИ имени С. Орджоникидзе; Фомин, Николай Александрович — за учебник «Проектирование самолётов» (1983, 3-е издание)
3. Лебедев, Николай Николаевич, зав. кафедрой МХТИ имени Д. И. Менделеева, — за учебник «Химия и технология основного органического и нефтехимического синтеза» (1981, 3-е издание)
4. Петров, Алексей Викторович, профессор, Алексеев, Владимир Евтихиевич, Шкатов, Пётр Николаевич, доценты, Титов, Михаил Алексеевич, ст. преподаватель МВТУ имени Н. Э. Баумана, — за учебник «Вычислительная техника в инженерных и экономических расчётах» (1984, 2-е издание)

Для средних специальных учебных заведений
1. Кузин, Владимир Сергеевич, зав. лабораторией НИИ школ, — за учебник «Психология» (1982, 2-е издание)

Для средних профессионально-технических учебных заведений
1. Толстых, Валентин Иванович, ст. н. с. ИФАН; Эренгросс, Бэлла Ароновна, профессор МАИ имени С. Орджоникидзе; Макаров, Кирилл Александрович, ст. н. с. НИИ теории и истории изобразительных искусств АХ СССР, — за учебник «Эстетическое воспитание» (1984, 2-е издание)

## 1987

### В области науки
1. Алиев, Юрий Миронович, Горбунов, Леонид Михайлович, ст. н. с., Силин, Виктор Павлович, зав. сектором ФИАН имени П. Н. Лебедева; Гильденбург, Владимир Борисович, профессор ГГУ имени Н. И. Лобачевского; Захаров, Владимир Евгеньевич, ч.-к. АН СССР, зав. сектором ИТФАН имени Л. Д. Ландау; Литвак, Александр Григорьевич, зав. лабораторией, Миллер, Михаил Адольфович, зав. отделом ИФПАН; Ораевский, Виктор Николаевич, зав. отделом ИЗМИРАН; Шевченко, Валентин Иванович, зам. директора, Моисеев, Семён Самойлович, зав. отделом, Шапиро, Виталий Донович, зав. лабораторией ИКИАН; Рудаков, Леонид Иванович, нач. отдела ИАЭ имени И. В. Курчатова, — за цикл работ «Основы нелинейной динамики высокочастотных волновых процессов в полностью ионизированной плазме» (1958—1985)
2. Андронов Александр Александрович, зав. лабораторией, Белянцев, Авенир Михайлович, зав. отделом, Гавриленко, Владимир Изяславович, Козлов, Владимир Анатольевич, Красильник, Захарий Фишелевич, Шастин Валерий Николаевич, ст. н. с., работники ИПФАН; Воробьёв, Леонид Евгеньевич, профессор ЛПИ; Иванов, Юрий Леонидович, ст. н. с. ФТИАН имени А. Ф. Иоффе; Левинсон, Иошуа Беньяминович, зав. отделом ИПТМОЧМАН; Мурзин, Владимир Николаевич, гл. н. с. ФИАН имени П. Н. Лебедева; Стариков, Евгений Викторович, ст. н. с., Шикторов, Павел Николаевич, н. с. Института физики полупроводников АН Литовской ССР, — за цикл работ «Инвертированные распределения горячих носителей заряда и генерация стимулированного излучения в полупроводниках в миллиметровом, субмиллиметровом и дальнем инфракрасном диапазонах» (1966—1985)
3. Грехов, Игорь Всеволодович, руководитель работы, зав. лабораторией, Горбатюк, Андрей Васильевич, Кардо-Сысоев, Алексей Фёдорович, Костина, Людмила Серафимовна, Яковчук, Николай Степанович, ст. н. с., Шендерей, Сергей Владимирович, Коротков, Сергей Владимирович, н. с., работники ФТИАН имени А. Ф. Иоффе; Фогель, Владимир Александрович, нач. отделения, Ефремов, Михаил Леонидович, нач. отдела ЛОЭП «Светлана»; Гончаренко, Владимир Павлович, нач. лаборатории НИИЭФА имени Д. В. Ефремова; Кузьмин, Виктор Леонидович, нач. КБ ПО «Таллинский ЭМЗ имени М. И. Калинина»; Клочков, Николай Иванович, нач. отдела НИИ, — за разработку новых принципов коммутации больших мощностей полупроводниковыми приборами
4. Владимиров, Василий Сергеевич, зам. директора МИАН имени В. А. Стеклова; Гермогенова, Татьяна Анатольевна, Гольдин, Владимир Яковлевич, зав. секторами, Масленников, Михаил Валерьянович, зав. отделом ИПМАН имени М. В. Келдыша; Лебедев, Вячеслав Иванович, нач. лаборатории ИАЭ имени И. В. Курчатова; Шихов, Сергей Борисович, профессор МИФИ; Султангазин, Умирзак Махмутович, академик АН Казахской ССР, директор Института математики и механики АН Казахской ССР, — за цикл работ «Развитие математических методов теории переноса частиц» (1958—1983)
5. Лаврентьев, Михаил Михайлович, руководитель работы, зав. отделом, Аниконов, Юрий Евгеньевич, Кирейтов, Валерий Рашидович, Романов, Владимир Гаврилович, зав. лабораториями ИВМиМГ СО РАН; Шишатский, Сергей Петрович — за цикл работ «Обратные и некорректные задачи математической физики и анализа» (1978—1984)
6. Овсянников, Лев Васильевич, ч.-к. АН СССР, зав. лабораторией ИГД имени М. А. Лаврентьева СО АН СССР; Ибрагимов, Наиль Хайруллович, ведущей н. с. ИПМАН имени М. В. Келдыша, — за цикл работ: «Групповой анализ дифференциальных уравнений: общая теория и приложения в математической физике» (1978—1983)
7. Крестов, Геннадий Алексеевич, руководитель работы, ч.-к. АН СССР, директор, Кесслер, Юрий Михайлович, Афанасьев, Владимир Николаевич, зав. лабораториями, Березин, Борис Дмитриевич, зав. отделом, сотрудники ИХНРАН; Коновалов, Александр Иванович, зав. кафедрой КГУ имени В. И. Ульянова-Ленина; Мельников, Борис Николаевич, Румянцев, Евгений Михайлович, за. кафедрами ИХТИ; Смирнова, Наталия Александровна, профессор, Морачевский, Алексей Георгиевич, зав. лабораторией НИИ, сотрудники ЛГУ имени А. А. Жданова; Фиалков, Юрий Яковлевич, зав. кафедрой КПИ имени 50-летия Великой Октябрьской социалистической революции, — за цикл работ «Разработка теоретических основ химии неводных растворов и их практическое использование» (1962—1985)
8. Уфимцев, Всеволод Борисович, Фистуль, Виктор Ильич, зав. кафедрами, Акчурин, Рауф Хамзинович, доцент МИТХТ имени М. В. Ломоносова; Освенский, Владимир Борисович, зав. лабораторией, Соловьёва, Елена Викторовна, ст. н. с. ГНИПИРП; Шмарцев, Юрий Васильевич, зав. лабораторией, Бирюлин, Юрий Фёдорович, мл. н. с. ФТИАН имени А. Ф. Иоффе; Вигдорович, Евгений Наумович, нач. лаборатории НИИ; Селин, Виктор Викторович, гл. инженер опытного завода, — за цикл работ «Физико-химические основы изовалентного легирования полупроводников» (1974—1985)
9. Пузырёв, Николай Никитович, руководитель работы, зав. лабораторией, Лебедев, Константин Александрович, Оболенцева, Ирина Романовна, Тригубов, Аскольд Всеволодович, зав. лабораториями, Сибиряков, Борис Петрович, ст. н. с., работники ИГГ имени 60-летия СССР СО АН СССР; Худобина, Лидия Николаевна, бывший ст. н. с., Бродов, Леонид Юрьевич, зав. лабораторией, Куличихина, Татьяна Николаевна, ведущий инженер, сотрудники Наро-Фоминского отделения ВНИИГМР; Ведерников, Геннадий Васильевич, гл. геолог ГПГТ «Сибнефтегеофизика»; Берденникова, Наталья Ивановна; Волин, Артём Павлович — за цикл работ «Физико-геологические основы многоволновой сейсморазведки» (1962—1985)
10. Хаин, Виктор Ефимович, ч.-к. АН СССР, профессор МГУ имени М. В. Ломоносова, — за 5-томную монографию «Региональная геотектоника» (1971—1985)
11. Бромлей, Юлиан Владимирович, руководитель работы, директор, Брук, Соломон Ильич, зам. директора, Пучков, Павел Иванович, гл. н. с., работники ИЭА имени Н. Н. Миклухо-Маклая; Горнунг, Михаил Борисович, бывший зав. лабораторией, Лаппо, Георгий Михайлович, зав. отделом, Машбиц, Яков Григорьевич, гл. н. с., работники ИГАН; Вольский, Виктор Вацлавович, ч.-к. АН СССР, директор ИЛААН; Максаковский, Владимир Павлович, ч.-к. АПН СССР, зав. кафедрой МГПИ имени В. И. Ленина; Токарев, Сергей Александрович (посмертно) — за 12-томный труд «Страны и народы» (1978—1985)
12. Ковда, Виктор Абрамович, руководитель работы, ч.-к. АН СССР, зав. лабораторией, Лобова, Елена Всеволодовна, консультант ИПФСАН; Добровольский, Глеб Всеволодович, ч.-к. АН СССР, Розанов, Борис Георгиевич, зав. кафедрами, Глазовская, Мария Альфредовна, консультант, Самойлова, Елена Максимовна, профессор, Васильевская, Вера Дмитриевна, ст. н. с., Строганова, Марина Николаевна, доцент, сотрудники МГУ имени М. В. Ломоносова; Хабаров, Александр Владимирович, ст. н. с. ГНИИЗР; Розов, Николай Николаевич — за цикл работ «Почвы мира: картография, генезис, ресурсы, освоение» (1965—1985)
13. Савельев, Борис Александрович, ст. н. с. ПНИИ по инженерным изысканиям в строительстве, — за цикл работ «Строение, физика, химия и механика природных льдов» (1971—1985)
14. Горизонтов, Пётр Дмитриевич, академик АМН СССР, бывший зав. лаборатории, Романцев, Евгений Фёдорович, ч.-к. АМН СССР, ст. н. с.-консультант, Мазурик, Виктор Константинович, Филиппович, Игорь Владимирович, зав. лабораториями, Ермолаева, Наталья Владимировна, ст. н. с., Кузин, Александр Михайлович, ч.-к. АН СССР, зав. отделом, Уманский, Самуил Рафаилович, зав. лабораторией ИБФАН; Жербин, Евгений Александрович, директор, Хансон, Кайдо Паулович, зав. отделом, Животовский, Борис Давидович, ст. н. с., работники ЦНИРРИ; Поверенный, Александр Михайлович, зав. отделом, Рябченко, Николай Ильич, зав. лабораторией НИИМР АМН СССР, — за разработку теоретических основ радиационной гибели лимфоидных клеток и их использование для выяснения патогенеза лучевой болезни
15. Мазохин-Поршняков, Георгий Александрович, руководитель работы, зав. кафедрой, Жантиев, Рустем Девлетович, профессор МГУ имени М. В. Ломоносова; Свидерский, Владимир Леонидович, ч.-к. АН СССР, директор, Грибакин, Феликс Гурьевич, зав. лабораторией, Попов, Андрей Владимирович, ведущий н. с. ИЭФБХАН имени И. М. Сеченова; Францевич, Леонид Иванович зав. отделом ИЗАН имени И. И. Шмальгаузена АН УССР; Скиркявичюс, Альгирдас Винцович, зав. лабораторией АН Литовской ССР; Елизаров, Юрий Александрович — за цикл работ «Физиология органов чувств насекомых» (1965—1985)
16. Симонов, Павел Васильевич, ч.-к. АН СССР, директор, Русинов, Владимир Сергеевич, академик АМН СССР, зам. директора, Фролов, Михаил Васильевич, зав. лабораторией, Болдырева, Галина Николаевна, гл. н. с., Свидерская, Нина Евгеньевна, Волков, Владимир Георгиевич, ведущие н. с., Королькова, Татьяна Александровна, научный консультант, Вакар, Елена Макаровна, бывший ст. н. с., работники ИВНДиНФАН; Гриндель, Ольга Михайловна, ст. н. с. НИИНХ имени Н. Н. Бурденко АМН СССР; Ливанов, Михаил Николаевич, Майорчик, Варвара Евстафьевна — за разработку и применение методов диагностики и прогнозирования функционального состояния мозга человека
17. Дандамаев, Магомед Абдул-Кадырович, зав. сектором ЛО ИВАН, — за цикл работ «Социально-экономическая и политическая история Ирана и Месопотамии» (1963—1985)
18. Жуков, Евгений Михайлович, руководитель работы, Лавров, Николай Матвеевич, зав. сектором, Иванов, Роберт Фёдорович, Штаерман, Елена Михайловна, ведущие н. с., работники ИВИАН; Поляков, Юрий Александрович, ч.-к. АН СССР, зав. сектором ИИАН; Рутенбург, Виктор Иванович, ч.-к. АН СССР, зав. отделом ЛО ИИАН; Писарев, Юрий Алексеевич, ч.-к. АН СССР, зав. сектором, Манусевич, Александр Яковлевич, ведущий н. с.-консультант ИСБАН; Удальцова, Зинаида Владимировна, ч.-к. АН СССР, — за 30-томный труд «Всемирная история» (1955—1983)
19. Тункин, Григорий Иванович, ч.-к. АН СССР, зав. кафедрой МГУ имени М. В. Ломоносова, — за цикл работ «Проблемы теории международного права» (1962—1983)
20. Воробьёв, Андрей Иванович, руководитель работы, академик АМН СССР, зав. кафедрой, Абрамов, Михаил Гукасович, профессор, Андреева, Наталья Евгеньевна, доцент, Идельсон, Лев Иосифович, ст. н. с., Бриллиант, Марина Давыдовна, мл. н. с., работники ЦИУВ; Ромашов, Фёдор Николаевич, зав. кафедрой, Бутров, Андрей Валерьевич, профессор УДН имени Патриса Лумумбы; Баркаган, Зиновий Соломонович, зав. кафедрой АлМИ имени Ленинского комсомола; Терновой, Сергей Константинович, зав. отделением ЦКБ 4-го ГУ при МЗ СССР; Чернохвостова, Елена Викторовна, зав. лабораторией МНИИЭМБ имени Г. Н. Габричевского; Городецкий, Владимир Матвеевич, Ильин, Георгий Петрович, зав. отделениями ЦКБ № 2, — за цикл работ «Новые методы диагностики и интенсивной терапии при заболеваниях системы крови» (1978—1985)
21. Горбунов-Посадов, Михаил Иванович, руководитель работы, ст. н. с.-консультант, Маликова, Татьяна Андреевна, ст. н. с. НИИОПС имени Н. М. Герсеванова; Соломин, Виталий Иванович, зав. кафедрой ЧПИ имени Ленинского комсомола, — за монографию «Расчёт конструкций на упругом основании» (1984)
22. Сороко, Святослав Иосифович, зав. лабораторией нейрокибернетики НИИЭМ АМН СССР — за выдающийся вклад в развитие фундаментальных исследований по изучению адаптации человека в экстремальных условиях и внедрение новых методов отбора, контроля и коррекции состояний человека в особых условиях обитания.

### В области техники
1. Гогоненков, Георгий Николаевич, гл. инженер, Кашик, Алексей Сергеевич, нач., Левянт, Владимир Борисович, гл. технолог, Кивелиди, Василий Харлампович, Мешбей, Валентин Иосифович, Табаков, Григорий Георгиевич, нач. партий, Иванов, Леонид Иванович, гл. геофизик партии, работники ЦГФЭ МНП СССР; Карасик, Борис Моисеевич, нач. партии треста «Краснодарнефтегеофизика»; Кашин, Владимир Михайлович, директор Краснодарского СКТБ сейсморазведочной электронной техники; Григолюнас, Владислав Иванович, нач. отдела МНП СССР; Ибрмайер, Ярослав , директор национального предприятия «Геофизика» (Брно); Вайнтритт, Дитер , нач. вычислительного центра народного предприятия «Комбинат Геофизика» (Лейпциг), — за создание и внедрение промышленной системы обработки на ЭВМ ЕС данных сейсмической разведки нефтяных и газовых месторождений
2. Алликвере, Яан Александрович, ст. инженер-технолог, опытного завода органического синтеза и биопрепаратов, Иыерс, Яан Хеймарович, ведущий н. с., Урбель, Хелья Петровна, ст. н. с., Пярну, Аааре Вольдемарович, н. с., Алликмаа, Вирва Михкелевна, ст. инженер Института химии АН ЭССР; Кууль, Оскар Пээтерович, председатель правления, Ууккиви, Арво Артурович, гл. конструктор, Кальюмяэ, Арво Адольфович, Поом, Аво Ильмарович, Ребане, Мярт Арнольдович, инженеры-конструкторы 1 категории, Слет, Валдек Александрович, гл. технолог цеха, работники опорно-показательного рыболовецкого колхоза имени С. М. Кирова Эстонского республиканского союза рыболовецких колхозов, — за разработку и внедрение технологии переработки жировых отходов рыбоконсервного производства для изготовления косметических моющих средств
3. Лухуташвили, Шалва Акакиевич, зам. министра торговли Грузинской ССР; Квинихидзе, Виталий Владимирович, директор, Хуцишвили, Нелли Шалвовна, гл. инженер Тбилисского дрожжевого завода; Тулякова, Татьяна Владимировна, зав. сектором ВНИИПБ; Кантера, Вилен Михайлович, зав. кафедрой МТИПП; Кузьминский, Руслан Владимирович, ген. директор НПО хлебопекарной промышленности; Дудчик, Чеслава Адольфовна, директор Минского дрожжевого комбината; Огарков, Всеволод Иванович, ч.-к. АМН СССР, — за разработку и промышленное освоение малоотходной технологии производства высококачественных хлебопекарных дрожжей
4. Абельцев, Владимир Петрович, ст. ординатор 4-го ГУ МЗ СССР; Азолов, Вадим Владимирович, директор, Гришин, Иван Григорьевич, Оганесян, Оганес Варданович, руководители клиник, Шинкаренко, Ирина Николаевна, врач-консультант поликлиники ЦНИИТО имени Н. Н. Приорова; Коршунов, Вячеслав Фёдорович, профессор, Лазарев, Александр Андреевич, ассистент 2 ММИ имени Н. И. Пирогова; Гудушаури, Отари Наскидович, ген. директор, Твалиашвили, Ламара Алексеевна, ординатор НПКЭЦ травматологии и ортопедии, — за создание методов восстановления функции кисти с помощью аппаратов чрескостной фиксации и реконструктивных операций
5. Лукьянова, Елена Михайловна, руководитель работы, академик АМН СССР, директор, Мороз, Алексей Дмитриевич, мл. н. с. Киевского НИИ педиатрии, акушерства и гинекологии имени Героя Советского Союза П. М. Бутейко; Долецкий, Станислав Яковлевич, ч.-к. АМН СССР, зав. кафедрой, Сурикова, Ольга Александровна, мл. н. с. ЦИУВ; Исаева, Людмила Александровна, ч.-к. АМН СССР, зав. кафедрой, Климанская, Ева Витальевна, зав. лабораторией, Сосюра, Виталий Хрисанфович, ст. н. с., работники 1 ММИ имени И. М. Сеченова; Гершман, Георгий Борисович, зав. отделением ГДКБ № 3; Мазурин, Андрей Владимирович, зав. кафедрой, Мостова, Светлана Семёновна, ст. н. с. 2 ММИ имени Н. И. Пирогова; Стрекаловский, Владимир Павлович, зав. отделением НИИ проктологии; Волков, Анатолий Иванович, директор Горьковского НИПИ, — за разработку и внедрение в клиническую практику эндоскопических методов диагностики и лечения заболеваний органов дыхания и пищеварения у детей
6. Маят, Валентин Сергеевич, консультант 4 ГУ при МЗ СССР; Панцырев, Юрий Михайлович, зав. кафедрой 2 ММИ имени Н. И. Пирогова; Курыгин, Анатолий Алексеевич, Нечай, Анатолий Иванович, нач. кафедр, Ситенко, Валентин Михайлович, профессор ВМА имени С. М. Кирова; Постолов, Пётр Моисеевич, зав. кафедрой ВМИ, Кузин, Николай Михайлович, доцент 1 ММИ имени И. М. Сеченова; Помелов, Вадим Сергеевич, руководитель отделения ИХ имени А. В. Вишневского АМН СССР; Гринберг, Александр Аркадьевич, зам. гл. врача ГКБ № 15 Мосгорисполкома; Сибуль, Уно Фридрихович, гл. хирург Таллинского горздравотдела; Саенко, Валерий Феодосьевич, руководитель отделения Киевского НИИКЭХ, — за разработку и внедрение в клиническую практику новых методов хирургического лечения язвенной болезни
7. Тамм, Борис Георгиевич, руководитель работы, академик АН ЭССР, ректор ТПИ, Тыугу, Энн Харальдович, ч.-к. АН ЭССР, Прууден, Юхан Ильмарович, зав. отделами, Калья, Ахто Пээтерович, Мацкин, Михаил Борисович, Шмундак, Александр Леонидович, Лыугас, Рейн Георгиевич, зав. секторами, Мельников, Имре Артурович, зав. лабораторией, Кахро, Мильви Иоханнесовна, Сазар, Хенн Яанович, Харф, Майт Якобович, ст. н. с., Саард, Нийло Вольдемарович, н. с., сотрудники Института кибернетики АН ЭССР, — за создание и внедрение комплекса инструментальных систем программирования инженерно-технических задач
8. Мещеряков, Виталий Михайлович, ген. директор, Лобов, Иван Егорович, гл. инженер, Межов, Вячеслав Егорович, Власов, Александр Михайлович, Колтаков, Анатолий Егорович, Ратмиров, Николай Леонидович, нач. отделов, Харин, Валерий Николаевич, нач. отделения, работники НПО «Электроника»; Винниченко, Валерий Васильевич, регулировщик радиотехнических приборов и систем МСЗ; Зуев, Владимир Павлович, нач. отделения КБ машиностроения; Наумов, Борис Николаевич, академик, директор ИПИ РАН; Платонов, Юрий Алексеевич, зам. гл. инженера НИИ, — за разработку и внедрение в производство унифицированных интерактивных программно-аппаратных комплексов семейства «Кулон»
9. Гончаров, Борис Яковлевич, нач. цеха, Иванов, Валерий Константинович, гл. инженер, Ощепков, Виктор Григорьевич, гл. технолог, Даурцев, Григорий Васильевич, слесарь-сборщик, работники СибЗТЭМ имени 60-летия СССР; Масленников, Константин Николаевич, зам. директора, Новосельцев, Михаил Сарпионович, Савонькин, Николай Порфирьевич, Чжен, Игорь Алексеевич, зав. отделами, Черевацкий, Леонид Матвеевич, зам. зав. отделом, Сяков, Валентин Григорьевич, зав. сектором, работники НИПКТИ тяжёлого машиностроения; Рязанов, Вячеслав Георгиевич, зав. отделом ЦПКТБ крупных электрических машин, — за разработку и внедрение в производство серий мощных асинхронных двигателей АТД-4 и АДО
10. Буракевич, Пётр Филиппович, нач. отдела ВНИПКИ по разработке газопромыслового оборудования; Гриценко, Александр Иванович, ген. директор НПО «Союзгазтехнология»; Игольников, Владимир Михайлович, зам. министра, Крайзельман, Самуил Моисеевич, нач. ГУ МСПНГП СССР; Курамин, Владимир Петрович, зам. председателя Бюро СМ СССР по ТЭК; Сергеев, Геннадий Сергеевич, гл. инженер проектов СибНИПИ газонефтепромыслового строительства; Сулейманов, Рим Султанович, ген. директор Уренгойского ПО по добыче газа имени С. А. Оруджева; Сухолуцкий, Марк Николаевич, управляющий трестом «Уренгойгазпромстрой»; Топчев, Юрий Иванович, гл. инженер ГПУ по добыче газа в Тюменской области; Иванов, Иван Николаевич, гл. инженер Волгоградского ЗНМ имени Петрова; Колесов, Александр Александрович, нач. отдела ГИПОФ, — за разработку и внедрение научно-технических решений, обеспечивших ускоренное освоение Уренгойского газового месторождения (Сеноманская пустошь)
11. Басов, Геннадий Алексеевич, зам. нач. цеха, Иводитов, Альберт Николаевич, гл. инженер, Данилов, Леонид Иванович, гл. механик, Васильев, Николай Петрович, нач. стана «150», работники ЧМК имени 50-летия СССР; Горбанев, Аркадий Алексеевич, зав. лабораторией, Борисенко, Глеб Павлович, ведущий н. с., Юнаков, Александр Михайлович, н. с., работники ЦНИИчермет имени И. П. Бардина; Кулеша, Вадим Анатольевич, директор, Лихов, Виталий Кузьмич, нач. лаборатории, Филиппов, Анатолий Тимофеевич, зам. нач. цеха, Шлемов, Валерий Николаевич, бригадир электромрнтёров, работники БМК имени М. И. Калинина, — за разработку и внедрение новой технологии производства высококачественой катанки
12. Воронов, Альберт Борисович, зав. отделом, Филиппов, Геннадий Филиппович, ведущий н. с., Пинский, Фридрих Аркадьевич, гл. механик отдела, Филиппов, Владимир Семёнович, нач. отдела, сотрудники ГПНИ «Гипроникель»; Волков, Владимир Игоревич, нач. управления, Сиркис, Александр Львович, Попович, Владимир Григорьевич, Сухобаевский, Юрий Яковлевич, нач. цехов, Шахов, Валерий Дмитриевич, нач. отдела, Мальцев, Николай Алексеевич, зам. нач. отдела, работники НГМК имени А. П. Завенягина; Мурашов, Виктор Дмитриевич, нач. ВОНКП; Горячкин, Владимир Иванович, зав. лабораторией ГНИИЦМ, — за разработку и освоение автоклавно-окислительной технологии переработки пирротиновых концентратов на НГМК имени А. П. Завенягина
13. Гордеев, Василий Александрович, руководитель работы, зав. кафедрой, Бельцов, Всеволод Митрофанович, профессор, Тиранов, Владимир Геннадьевич, зав. кафедрой, Святенко, Марианна Валентиновна, доцент ЛИТЛП имени С. М. Кирова; Мокеев, Михаил Николаевич, нач. лаборатории, Широков, Дмитрий Васильевич, зам. нач. ЛПГКО; Родионов, Виктор Владимирович, гл. инженер, Храмов, Борис Николаевич, нач. отдела, Фёдоров, Валерий Алексеевич, нач. сектора, работники ЛНПО «Красная заря», — за разработку и внедрение тканого электрического монтажа

- Гарбузов, Дмитрий Залманович
- Глазков, Юрий Николаевич, космонавт
- Дрягин, Юрий Алексеевич, Федосеев, Лев Иванович — за разработку и применение радиотехнических средств миллиметрового диапазона
- Каблов, Евгений Николаевич — за участие в создании нового авиационного двигателя
- Малиновский, Георгий Михайлович — за работу в области космической техники
- Фистуль, Виктор Ильич, физик
- Хайлов, Игорь Константинович

### За учебники
Для высших учебных заведений
1. Бугров, Яков Степанович, зав. кафедрой МИЭТ; Никольский, Сергей Михайлович, зав. отделом МИАН имени В. А. Стеклова, — за учебник «Высшая математика» в 3 томах (1984—1985, 2-е издание)
2. Воскобойников, Виктор Григорьевич, зам. директора Института новой металлургической технологии ЦНИИчермет имени И. П. Бардина; Кудрин, Виктор Александрович, ректор, Якушев, Алексей Михайлович, доцент МВМИ, — за учебник «Общая металлургия» (1985, 4-е издание)
3. Кованов, Владимир Васильевич, академик АМН СССР, зав. кафедрой, Романов, Павел Александрович, профессор, Аникина, Тамара Ивановна, консультант, Андреев Иван Дмитриевич, доцент, сотрудники 1 ММИ имени И. М. Сеченова, — за учебник «Оперативная хирургия и топографическая анатомия» (1985, 2-е издание)
4. Лахтин, Юрий Михайлович, зав. кафедрой МАДИ, — за учебник «Металловедение и термическая обработка металлов» (1983, 3-е издание)

Для средних профессионально-технических учебных заведений
1. Черпаков, Борис Ильич, зав. отделом, Годович, Григорий Михайлович, зав. лабораторией, сотрудники ЭНИМС; Константинов, Константин Николаевич, зав. сектором, Власов, Серафим Николаевич, бывший руководитель бригады Московского СКБ автоматических линий и специальных станков, — за учебник «Конструкция, наладка и эксплуатация агрегатных станков» (1985, 4-е издание)

## 1988

### В области науки
1. Агеев, Владимир Николаевич, зав. лабораторией, Зандберг, Элеонора Яковлевна, Тонтегоде, Александр Янович, ведущие н. с., Ионов, Николай Ильич, Митцев, Михаил Александрович, Палеев, Владимир Ильич, ст. н. с., работники ФТИАН имени А. Ф. Иоффе; Большов, Леонид Александрович, нач. лаборатории ИАЭ имени И. В. Курчатова; Птушинский, Юрий Григорьевич, ч.-к. АН УССР, зам. директора, Медведев, Валентин Кузьмич, зав. лабораторией, Федорус, Алексей Григорьевич, ведущий н. с., Наумовец, Антон Григорьевич, зав. отделом, сотрудники ИФ АН УССР; Расулев, Уткур Хасанович, ч.-к. АН УзССР, директор Института электроники имени У. А. Арифова АН УзССР, — за цикл работ «Исследование процессов термической десорбции нейтральных и заражённых частиц на поверхности твёрдых тел» (1965—1984)
2. Алтухов, Павел Дмитриевич, ст. н. с., Пикус, Григорий Езекиелевич, ведущий н. с., Рогачёв, Александр Александрович, зав. лабораторией ФТИАН имени А. Ф. Иоффе; Покровский, Ярослав Евгеньевич, ч.-к. АН СССР, зав. лабораторией, Каминский, Александр Серафимович, ведущий н. с., Карасюк, Валентин Александрович, н. с., работники ИРТЭАН; Тимофеев, Владислав Борисович, зам. директора, Кулаковский, Владимир Дмитриевич, ведущий н. с. ИФТТАН; Москаленко, Святослав Анатольевич, зав. отделом Института прикладной физики АН МССР, — за цикл работ «Многоэкситонные комплексы в полупроводниках» (1958—1986)[1]
3. Сороченко, Роман Леонидович, гл. н. с., Берулис, Иозас Иозас, Смирнов, Григорий Тимофеевич, н. с., Саломонович, Александр Ефимович, ведущий н. с.-консультант, сотрудники ФИАН имени П. Н. Лебедева; Кардашёв, Николай Семёнович, ч.-к. АН СССР, зам. директора ИКИАН; Бородзич, Эдуард Владимирович, ст. н. с. ВНИИ минерального сырья; Коноваленко, Александр Александрович, Содин, Леонид Григорьевич, ведущие н. с. РАИ АН УССР; Дравских, Александр Фёдорович, зав. лабораторией, Дравских, Зоя Васильевна, н. с. САФОАН; Лехт, Евгений Евгеньевич, ст. н. с. ГАИ имени П. К. Штернберга, — за цикл работ «Открытие и исследование спектральных радиолиний высоковозбуждённых атомов (рекомбинационных радиолиний» (1959—1986)[2]
4. Хайбуллин, Ильдус Бариевич, Штырков, Евгений Иванович, гл. н. с., Зарипов, Максут Мухаметзянович, директор, Галяутдинов, Мансур Фаляхутдинович, Баязитов, Рустэм Махмудович, ст. н. с. Казанского ФТИ Казанского филиала АН СССР; Смирнов, Леонид Степанович, зав. отделом, Александров, Леонид Наумович, гл. н. с., Качурин, Григорий Аркадьевич, ведущий н. с., Двуреченский, Анатолий Васильевич, зав. лабораторией, сотрудники Института физики полупроводников СО АН СССР; Ковальчук, Юрий Валентинович, зам. директора, Погорельский, Юрий Васильевич, н. с. ФТИАН имени А. Ф. Иоффе; Копаев, Юрий Васильевич, гл. н. с. ФИАН имени П. Н. Лебедева, — за цикл работ «Открытие явления импульсной ориентированной кристаллизации твёрдых тел (лазерный отжиг)» (1974—1986)
5. Дезин, Алексей Алексеевич, ведущий н. с. МИАН имени В. А. Стеклова, — за монографию «Общие вопросы теории граничных задач» (1980)
6. Егоров, Юрий Владимирович, Кондратьев, Владимир Александрович, профессора, Олейник, Ольга Арсеньевна, зав. кафедрой МГУ имени М. В. Ломоносова; Кудрявцев, Лев Дмитриевич, ч.-к. АН СССР, гл. н. с. МИАН имени В. А. Стеклова, — за цикл работ «Исследования краевых задач для дифференциальных операторов и их приложения в математической физике» (1959—1985)
7. Барабошкин, Алексей Николаевич, директор, Степанов, Виктор Петрович, зам. директора, Илющенко, Николай Григорьевич, Кудяков, Владимир Яковлевич, Смирнов, Михаил Владимирович, Ивановский, Леонид Евгеньевич, зав. лабораториями, Некрасов, Валентин Николаевич, Хохлов, Владимир Антонович, Озеряная, Ирина Николаевна, ведущие н. с., Салтыкова, Нина Архиповна, ст. н. с., работники ИЭХ УрО АН СССР, — за цикл работ «Разработка основ физической химии и электрохимии расплавленных электролитов» (1957—1986)
8. Бендерский, Виктор Адольфович, зав. лабораторией ИЭПХФАН; Лебедев, Яков Сергеевич, зав. лабораторией, Гринберг, Олег Яковлевич, Дубинский, Александр Анатольевич, Якимченко, Ольга Евгеньевна, ст. н. с. ИХФ; Цветков, Юрий Дмитриевич, ч.-к. АН СССР, зам. директора, Райцимринг, Арнольд Моисеевич, Милов, Александр Дмитриевич, ведущие н. с., Дзюба, Сергей Андреевич, Диканов, Сергей Алексеевич, ст. н. с., работники ИХКГ СО АН СССР, — за цикл работ «Разработка методов электронного парамагнитного резонанса высокого разрешения» (1968—1986)
9. Бонгард-Левин, Григорий Максимович, ч.-к. АН СССР, зав. сектором ИВАН; Ильин, Григорий Фёдорович — за монографию «Индия в древности» (1985)
10. Кондратьева, Елена Николаевна, ч.-к. АН СССР, профессор, Шестаков, Сергей Васильевич, ч.-к. АН СССР, Гусев, Михаил Викторович, Рубин, Андрей Борисович, Литвин, Феликс Фёдорович, зав. кафедрами МГУ имени М. В. Ломоносова; Громов, Борис Васильевич, зав. кафедрой ЛГУ имени А. А. Жданова; Гоготов, Иван Николаевич, зав. лабораторией ИПФАН; Семененко, Виктор Ефимович, зав. лабораторией ИФРАН имени К. А. Тимирязева; Горленко, Владимир Михайлович, зав. лабораторией ИМАН, — за цикл работ по биологии и биотехнологии фотосинтезирующих организмов (1965—1986)
11. Альтов, Валерий Александрович, нач. отдела ВНИИ метеорологической службы; Андрианов, Владимир Владимирович, Демирчян, Камо Серопович, зав. лабораториями, Зенкевич, Владимир Борисович, зав. отделом, Кремлёв, Марк Германович, ст. н. с., Минц, Роман Германович, зав. сектором, Сычёв, Вячеслав Владимирович, бывший зав. отделом, сотрудники ИВТАН; Кейлин, Виктор Ефимович, Клименко, Евгений Юрьевич, нач. лабораторий ИАЭ имени И. В. Курчатова, — за цикл работ «Стабилизация сверхпроводящих систем» (1964—1986)
12. Большаков, Игорь Алексеевич, зав. сектором ВИНиТИ; Борисов, Юрий Петрович, зав. кафедрой, Гуткин, Лев Соломонович, профессор — консультант МЭИ; Пестряков, Владимир Борисович, Левин, Борис Рувимович, профессора МЭИС; Максимов, Матвей Васильевич, нач. кафедры ВВИА имени профессора Н. Е. Жуковского; Стратонович, Руслан Леонтьевич, профессор МГУ имени М. В. Ломоносова; Тартаковский, Георгий Петрович, нач. отдела НИИ; Сосулин, Юрий Георгиевич, профессор МАИ имени С. Орджоникидзе; Фалькович, Савелий Еремеевич, зав. кафедрой ХАИ имени Н. Е. Жуковского; Ширман, Яков Давидович, ст. н. с. ВИРТА ПВО имени Маршала Советского Союза Л. А. Говорова, — за цикл работ по статистической теории радиоэлектронных систем и устройств (1966—1986)
13. Вашковский, Анатолий Васильевич, зав. лабораторией, Зильберман, Пётр Ефимович, Зубков, Виктор Иванович, ведущие н. с., Кильдишев, Виктор Николаевич, ведущий инженер ИРТЭАН; Вендик, Орест Генрихович, зав. кафедрой, Калиникос, Борис Антонович, профессор ЛЭТИ имени В. И. Ульянова (Ленина); Данилов, Вадим Васильевич, зав. кафедрой, Ляшенко, Николай Иванович, профессор КГУ имени Т. Г. Шевченко; Лебедь, Борис Матвеевич, Яковлев, Юрий Михайлович, нач. лабораторий НИИ; Нам, Борис Пимонович, нач. лаборатории ВНИИМЭТ; Гуревич, Александр Григорьевич, ведущий н. с. ФТИАН имени А. Ф. Иоффе, — за разработку научных основ спиноволновой электроники СВЧ

### В области техники
1. Белых, Владимир Иванович, гл. геолог, Соколов, Николай Алексеевич, Двойнин, Владимир Владимирович, гл. геологи партий, Чмаро, Михаил Григорьевич, гл. гидрогеолог, Константинов, Станислав Фёдорович, буровой мастер Белгородской ГРЭ, Бойдаченко, Виктор Николаевич, гл. геофизик, Дмитриев, Владислав Павлович, гл. геолог, Вассерман, Игорь Семёнович, нач. партии Воронежской ГГЭ, работники ПГОЦР; Голивкин, Николай Иванович, ведущий н. с. ВНИИ минерального сырья, — за комплексную разведку уникальных железорудных месторождений в Оскольском районе КМА
2. Гайдышев, Вячеслав Владимирович, и. о. гл. геолога экспедиции, Ко, Николай Анатольевич, геолог I категории отдела, Карпович, Геннадий Брониславович, нач. экспедиции, Педаш, Евгений Тарасович, гл. геолог экспедиции, Коваленко, Николай Яковлевич, гл. инженер партии, Яковенко, Юрий Васильевич, геолог I категории экспедиции, Гулаев, Владимир Владимирович, буровой мастер, работники Центрально-Казахстанского ПГО; Думлер, Леопольд Фёдорович, профессор КарПТИ; Дрижд, Николай Александрович, ген. директор Карагандинского ПО по добыче угля; Завражнов, Владимир Николаевич, нач. партии ЦКЭ МГУ имени М. В. Ломоносова; Ридель, Роберт Иванович, зам. директора ГПИ «Карагадагипрошахт», — за открытие, ускоренную разведку и подготовку к промышленному освоению Шубаркольского угольного месторождения
3. Гальперин, Евсей Иосифович, зав. лабораторией, Худзинский, Лев Львович, ст. н. с. ИФЗАН имени О. Ю. Шмидта; Базлов, Борис Михайлович, гл. инженер, Музыка, Иван Михайлович, нач. партии ПО «Краснодарнефтегеофизика»; Лабковскис, Борис Залманович, нач. партии ПО «Грознефтегеофизика»; Мирзоян, Юрий Давидович, зав. лабораторией НИИ морской геофизики; Руденко, Галина Ефимовна, Шехтман, Григорий Аронович, ст. н. с. ВНИИ геофизических методов разведки; Теплицкий, Владимир Аркадьевич, зав. отделом ВНИИГРНИ; Фролова, Антонина Васильевна, ст. геофизик экспедиции НПО «Нефтегеофизика»; Караев, Назим Алигейдарович, зав. отделом ВНИИ разведочной геофизики, — за создание метода вертикального сейсмического профилирования, обеспечившего повышение эффективности поисков и разведки месторождений полезных ископаемых
4. Москаленко, Владимир Петрович, зам. ген. директора, Балан, Мая Фёдоровна, нач. отдела, Абрамитова, Людмила Александровна, зам. нач. отдела, Макеев, Алексей Васильевич, Братушка, Юрий Кириллович, Кудрявцев, Юрий Дмитриевич, Ткаченко, Владимир Николаевич, нач. управлений, Вербицкий, Иван Васильевич, нач. сектора, Берестовский, Николай Александрович, гл. экономист, Вороненко, Анатолий Павлович, нач. участка, Обозный, Николай Петрович, парторг, работники Сумского МСНПО имени М. В. Фрунзе, — за разработку и внедрение новых принципов хозяйствования на своём предприятии
5. Бутенко, Михаил Сергеевич, ген. директор, Розенфельд, Хаим Хаимович, гл. инженер ПО «Целиноградсельмаш» по выпуску с/х машин для почвозащитных технологий; Кузьмин, Генрих Петрович, нач., Иорданский, Роберт Борисович, зав. отделом, Сучков, Вениамин Тимофеевич, гл. инженер ГСКБ по противоэрозийной техники; Ким, Лосаль Хосикович, бывший зав. лабораторией НПО по с/х машиностроению; Грибановский, Анатолий Павлович, зав. лабораторией Казахского НПО механизации и электрификации сельского хозяйства; Буряков, Александр Семёнович, зав. отделом ВНИИЗХ имени А. И. Бараева; Спирин, Анатолий Петрович, зав. отделом ВНИИМСХ; Клепач, Любовь Константиновна, бывший нач. отдела ВПО по производству машин для обработки почвы и для посева; Багдасаров, Николай Владимирович, гл. специалист подотдела ГАПК СССР; Ермоленко, Николай Иванович, директор Целинной ГМИС, — за разработку и внедрение в сельское производство высокопроизводительных машин для почвозащитного земледелия
6. Бухарин, Виталий Алексеевич, ч.-к. АМН СССР, зам. директора, Подзолков, Владимир Петрович, Фальковский, Георгий Эдвардович, зав. отделениями ИССХ имени А. Н. Бакулева АМН СССР, — за разработку и внедрение в клиническую практику новых реконструктивных методов хирургического лечения сложных ВПС
7. Буянов, Валентин Михайлович, Нестеренко, Юрий Александрович, зав. кафедрами 2 ММИ имени Н. И. Пирогова; Данилов, Михаил Викторович, ст. н. с., Тодуа, Фридон Ипполитович, руководитель лаборатории ИХ АМН имени А. В. Вишневского; Цацаниди, Ким Николаевич, зав. отделением ВНЦХ АМН СССР; Гальперин, Эдуард Израилевич, зав. лабораторией 1 ММИ имени И. М. Сеченова; Филин, Владимир Иванович, гл. хирург ЛКБУДАН СССР; Шалимов, Сергей Александрович, зав. кафедрой КГИУВ; Козлов, Виктор Андреевич, зав. кафедрой СвГМИ; Огнев, Юрий Валентинович, зав. отделением Объединённой больницы 4-го ГУ МЗ СССР, — за разработку новых методов хирургического лечения панкреатита и его осложнений
8. Колесов, Василий Иванович, зав. кафедрой 1 ЛМИ имени академика И. П. Павлова; Работников, Владимир Семёнович, Иоселиани, Давид Георгиевич, Петросян, Юрий Самуилович, руководители отделений ИССХ имени А. Н. Бакулева АМН СССР; Бунятян, Армен Артаваздович, Лебедева, Рената Николаевна, руководители отделов, Шабалкин, Борис Владимирович, гл. н. с. ВНЦХ АМН СССР; Суллинг, Тоомас-Андрес Александрович, зав. отделением НИИ общей и молекулярной патологии ТГУ; Марцинкявичюс, Альгимантас-Ионас Миколович, ч.-к. АМН СССР, зав. кафедрой ВГУ имени В. Капсукаса; Колесов, Евгений Васильевич, зав. кафедрой ДМИ; Демихов, Владимир Петрович, бывший руководитель лаборатории МГНИИСП имени Н. В. Склифосовского; Князев, Марат Дмитриевич — за разработку и внедрение в клиническую практику методов хирургического лечения ИБС
9. Чумаченко, Борис Алексеевич, руководитель работы, зав. отделом, Марченко, Вячеслав Васильевич, Власов, Евгений Петрович, зав. лабораториями, Немировский, Эдуард Алексеевич, ст. н. с., Яковлев, Владимир Алексеевич, ведущий инженер, сотрудники МНИИПУ; Сапунков, Александр Анатольевич, зав. отделом ВНИИГЗС; Натапов, Лев Моисеевич, гл. геолог, Спомиор, Юрий Николаевич, ведущий геолог экспедиции ПГО по региональному изучению геологического строения территории страны; Иванов, Владимир Алексеевич, ведущий геолог партии Берёзовского ПГО; Бахтадзе, Юрий Константинович, нач. партии, Лордкипанидзе, Вахтанг Ираклиевич, ст. геофизик методической экспедиции управления геологии ГССР; Межеловский, Николай Васильевич, нач. управления МГ СССР, — за разработку и внедрение в народное хозяйство автоматизированной технологии прогноза минеральных ресурсов
10. Викулин, Иван Михайлович, зав. кафедрой ОдЭТИС имени А. С. Попова; Мурыгин, Виктор Иванович, зав. кафедрой, Гасанов, Леонид Степанович, ст. н. с. МИЭТ; Константинов, Константин Сергеевич, нач. отдела НИИ; Котов, Юрий Иванович, ген. директор, Ткачёв, Борис Владимирович, ведущий конструктор КБ ПО; Марченко, Александр Никитич, доцент МИПС; Пожела, Юрас Карлович, зав. лабораторией, Левитас, Илья Саулович, ст. н. с. Института физики полупроводников АН Литовской ССР; Ситников, Эдуард Константинович, зав. отделом СКБ научного приборостроения АН ГССР; Стафеев, Виталий Иванович, профессор МФТИ; Хомерики, Отар Квиросиевич, зав. кафедрой ГрПИ имени В. И. Ленина, — за исследование физических основ, разработку и организацию серийного производства полупроводниковых магнитоуправляемых приборов
11. Березинец, Михаил Ильич, нач. управления Магаданского округа Госгортехнадзора СССР; Викторов, Сергей Дмитриевич, зав. лабораторией, Самойлов, Владимир Иванович, ст. н. с. ИПКОНАН; Егупов, Анатолий Афанасьевич, зам. директора, Шаруда, Виктор Григорьевич, н. с. ВНИИЗРМ; Компанейцев, Евгений Анатольевич, зам. нач., Лобов, Альберт Васильевич, Политюк, Василий Игнатьевич, нач. управлений, работники ГУ драгоценных металлов и алмазов при СМ СССР; Меньшов, Александр Александрович, Ушаков, Владимир Фёдорович, зам. ген. директора, Никитенко, Михаил Павлович, зам. директора прииска, работники Северо-Восточного ПЗО; Федель, Владимир Михайлович, бригадир взрывников прииска Сусуманского ГОК, — за создание и применение технологии разработки мёрзлых россыпных месторождений с использованием простейших взрывчатых веществ на приисках Северо-Востока СССР
12. Вялов, Сергей Степанович, профессор МИСИ имени В. В. Куйбышева; Городецкий, Станислав Эдуардович, ст. н. с. НИИОСП имени Н. М. Герсеванова; Картозия, Борис Арнольдович, проректор, Долгов, Олег Александрович, руководитель сектора МГИ; Зарецкий, Юрий Константинович, зав. лабораторией ВПИНИИ «Гидропроект» имени С. Я. Жука; Лукин, Владимир Прокофьевич, управляющий, Флоров, Игорь Николаевич, Лось, Игорь Филиппович, нач., Клеев, Игорь Владимирович, бывший гл. инженер проекта проектной конторы, работники треста «Шахтспецстрой»; Терехович, Анатолий Владимирович, бригадир проходческой бригады Белгородского СШУ; Трупак, Николай Григорьевич — за разработку и внедрение технологии строительства шахтных стволов с применением низкотемпературного замораживания горных пород
13. Середа, Григорий Лукич, руководитель работы, инженер, Добрынин, Александр Егорович, директор, Лесников, Сергей Васильевич, гл. инженер, Недре, Алексей Григорьевич, бригадир, работники Орджоникидзевского ГОК; Лавриненко, Игорь Константинович, зам. директора ВНИИВКГСИГ, — за организацию рациональной разработки недр и рекультивацию земель на марганцеворудных карьерах Орджоникидзевского ГОК
14. Байтенов, Ноян Ахмедиярович, Козлов, Владилен Александрович, зав. лабораториями ИМО АН Казахской ССР; Луговой, Василий Егорович, гл. инженер, Чикоданов, Александр Иванович, Семичев, Владимир Иванович, Якутов, Александр Степанович, нач. цехов, Яцура, Вячеслав Семёнович, зам. нач. цеха, Исламов, Рафаэль Султанович, Колядзин, Александр Алексеевич, ст. мастера Усть-Каменогорского ТМК имени 50-летия Октябрьской революции; Салин, Артём Артёмович, ст. н. с. ГНИПИОРЦМ; Свядощ, Игорь Юрьевич, зав. лабораторией ВНИПИ титана; Шапиро, Марк Израйлевич, инженер, — за разработку и внедрение ресурсосберегающих технологических процессов в производстве титана и магния
15. Клементьев, Александр Иванович, директор, Иванов, Евгений Васильевич, бывший гл. инженер, Шитов, Борис Александрович, нач. ЦЗЛ, Косвинцева, Нина Кузьминична, нач. лаборатории, Кривошеев, Александр Ефимович, пом. нач. цеха, работники ЛМЗ; Виткин, Александр Исаакович, консультант, Парамонов, Владимир Андреевич, зав. лабораторией, Литвиненко, Вадим Аркадьевич, ст. н. с., работники ЦНИИчермет имени И. П. Бардина; Скориков, Юрий Петрович, гл. инженер проекта УрГИПЗ; Левянто, Сюзана Ильинична, бывший ст. н. с. ВНИИКОП; Флорианович, Галина Матвеевна, ведущий н. с. НИФХИ имени Л. Я. Карпова; Мыщик, Павел Афанасьевич, инженер, — за разработку и внедрение технологии производства хромированной лакированной жести для консервной промышленности
16. Сидякин, Анатолий Митрофанович, ст. мастер, Шпицберг, Вера Михайловна, нач. лаборатории, Асеев, Роберт Эдуардович, нач. цеха, Лаврентьев, Виктор Петрович, мастер, Давыдов, Олег Симонович, вальцовщик, работники ЭМЗ «Электросталь» имени И. Ф. Тевосяна; Никитин, Георгий Семёнович, профессор МВТУ имени Н. Э. Баумана; Омельчук, Константин Петрович, гл. конструктор проекта, Мерзляков, Василий Дмитриевич, ст. н. с., Филатов, Сергей Александрович, Сапожников, Анатолий Яковлевич, зав. отделами, сотрудники ВНИПКММ имени А. И. Целикова; Жучин, Владимир Никифорович — за разработку и внедрение ресурсосберегающего совмещённого процесса непрерывного литья и прокатки специальных сталей и сплавов

- Беляков, Виктор Петрович (посмертно)
- Дроздов, Николай Иванович
- Заранкин, Намир Исаевич
- Кайржанов, Мейрамбек Каиржанович — за освоение новой специальной техники
- Фортов, Владимир Евгеньевич

### За учебники
Для высших учебных заведений
1. Арзамасов, Борис Николаевич, зав. кафедрой, Рыжов, Николай Михайлович, Косолапов, Георгий Фёдорович, Макарова, Вера Ивановна, Мухин, Герасим Герасимович, Силаева, Вера Ивановна, Ульянова, Нина Васильевна, доценты, сотрудники МВТУ имени Н. Э. Баумана; Сидорин, Иван Иванович — за учебник «Материаловедение» (1986, 2-е издание)
2. Гоноровский, Иосиф Семёнович, бывший профессор МАИ имени С. Орджоникидзе, — за учебник «Радиотехнические цепи и сигналы» (1986, 4-е издание)
3. Мейер, Владимир Александрович, зав. кафедрой, Ваганов, Пётр Александрович, доцент ЛГУ имени А. А. Жданова, — за учебник «Основы ядерной геофизики» (1985, 2-е издание)
4. Сергеев, Евгений Михайлович, зав. кафедрой, Осипов, Виктор Иванович, ч.-к. АН СССР, Голодковская, Галина Андреевна, Трофимов, Виктор Титович, профессора МГУ имени М. В. Ломоносова; Зиангиров, Рэм Сабирович, зав. отделом ПНИИ по инженерным изысканиям в строительстве, — за учебник «Грунтоведение» (1983, 5-е издание)

Для средних специальных учебных заведений
1. Вадецкий, Юрий Вячеславович, зам. директора ВНИИ организации, управления и экономики нефтегазовой промышленности, — за учебник «Бурение нефтяных и газовых скважин» (1985, 5-е издание)

## 1989

### В области науки и техники
1. Барков, Лев Митрофанович, Онучин, Алексей Павлович, Протопопов, Игорь Яковлевич, Шатунов, Юрий Михайлович, зав. лабораториями, Скринский, Александр Николаевич, Сидоров, Вениамин Александрович, Тумайкин, Герман Михайлович, Мишнев, Святослав Игоревич, Тихонов, Юрий Анатольевич, ведущие н. с., Петров, Валерий Владимирович, Смахтин, Владимир Петрович, ст. н. с. ИЯФ СО АН СССР; Курдадзе, Лери Михайлович, зав. кафедрой ТбГУ, — за прецизионные измерения масс элементарных частиц на встречных электрон-позитронных пучках
2. Горькавый, Николай Николаевич, н. с. Симеизской научной базы, Фридман, Алексей Максимович, зав. отделом астрономического совета АН СССР, — за предсказание системы новых спутников Урана на основе теории коллективных процессов в средах планет
3. Русанов, Владимир Дмитриевич, ч.-к. АН СССР, нач. отдела, Животов, Виктор Константинович, нач. лаборатории, Фридман, Александр Аркадьевич, Кротов, Михаил Фёдорович, ст. н. с. ИАЭ имени И. В. Курчатова; Басов, Николай Геннадьевич, зав. отделом, Беленов, Эдуард Михайлович, Пантелеев, Виктор Иванович, ведущие н. с. ФИАН имени П. Н. Лебедева; Словецкий, Дмитрий Ипполитович, зав. лабораторией, Полак, Лев Соломонович, гл. н. с. ИНХСАН имени А. В. Топчиева; Лыков, Георгий Васильевич, нач. отдела НИИ, — за исследования неравновесной дисфункции и синтеза неорганических молекул в плазме электро- и сверхвысокочастотного разрядов
4. Арсеньев, Алексей Алексеевич, профессор МГУ имени М. В. Ломоносова; Бобылев, Александр Васильевич, ведущий н. с., Веденяпин, Виктор Валентинович, ст. н. с. ИПМАН имени М. В. Келдыша; Маслова, Нина Борисовна, ведущий н. с. ЛО ИОАН имени П. П. Ширшова, — за математические методы исследования уравнения Беллмана
5. Леонтьев, Алексей Фёдорович (посмертно), ч.-к. АН СССР, — за монографии «Ряды экспонент» (1976) и «Последовательности полиномов из экспонент» (1980)
6. Бодриков, Иван Васильевич, зав. кафедрой ГПИ; Зефиров, Николай Серафимович, профессор, Козмин, Анатолий Семёнович, ведущий н. с. МГУ имени М. В. Ломоносова; Бельский, Виталий Константинович, зам. директора НИИФХИ имени Л. Я. Карпова; Муханов, Анатолий Александрович, директор, Грошев, Геннадий Леонидович, нач. ЦЛ, Спиридонова, Светлана Васильевна, нач. лаборатории, Семанов, Вениамин Валентинович, зам. нач. производства, работники Дзержинского ПО «Капролактам», — за создание и промышленную реализацию принципов управления электрофильными реакциями
7. Борейко, Наталья Павловна, нач. лаборатории, Ворожейкин, Алексей Павлович, гл. инженер, Черкасов, Николай Григорьевич, нач. отдела, работники НКПО «Нижнекаскнефтехим»; Иванов, Борис Евгеньевич, зав. лабораторией ИОФХ имени А. Е. Арбузова Казанского филиала АН СССР; Кирпичников, Пётр Анатольевич, ч.-к. АН СССР, советник ректората, Лиакумович, Александр Григорьевич, зав. кафедрой КХТИ имени С. М. Кирова; Курбатов, Владимир Анатольевич, нач., Бутин, Виталий Иванович, зам. нач. ГУ МХНПП СССР; Пантух, Борис Израйлевич, зам. директора Стерлитамакского ОПНХЗ, — за разработку и внедрение новых методов интенсификации производства мономеров синтетического каучука
8. Базилевский, Александр Тихонович, зав. лабораторией, Бурба, Георгий Александрович, ст. н. с., Пронин, Алексей Александрович, н. с., работники ГЕОХИ имени В. И. Вернадского; Загородний, Станислав Фёдорович, нач. ВЦ, Захаров, Александр Иванович, ст. н. с., Крымов, Александр Анатольевич, н. с. ИРЭ; Игнатов, Сергей Пахомович, нач. сектора НИИКП; Тюфлин, Юрий Сергеевич, зав. отделом, Островский, Михаил Владимирович, ст. н. с. ЦНИИГАиК имени Ф. Н. Красовского; Суханов, Алексей Львович, ст. н. с. ГИН; Тучин, Андрей Георгиевич, ведущий н. с. ИПМ имени М. В. Келдыша; Фельдман, Борис Яковлевич, зав. лабораторией ИНЭУМ, — за создание первых детальных карт поверхности Венеры цифровыми методами и анализ на их основе геологии планеты
9. Мейен, Сергей Викторович — за научный труд «Основы палеоботаники» (1987)
10. Скок, Владимир Иванович, зав. отделом, Селянко, Александр Александрович, ст. н. с., Деркач, Виктор Александрович, мл. н. с., работник Института физиологии имени А. А. Богомольца АН УССР; Магазаник, Лев Гиршевич, зав. лабораторией, Снетков, Владимир Александрович, ст. н. с., Антонов, Сергей Михайлович, н. с., работники ИЭФБ РАН имени И. М. Сеченова; Гмиро, Валерий Евгеньевич, мл. н. с. НИИЭМ АМН СССР, — за исследование механизмов блокирования хемоуправляемых ионных каналов в периферических синапсах
11. Юрцев, Борис Александрович, зав. лабораторией, Коробков, Александр Александрович, зам. директора, Цвелёв, Николай Николаевич, зав. отделом, Егорова Татьяна Владимировна, ведущий н. с., Ребристая, Ольга Владимировна, ст. н. с. БИАН имени В. Л. Комарова; Скворцов, Алексей Константинович, гл. н. с. ГБСАН; Толмачёв, Александр Иннокентьевич — за 10-томную монографию «Арктическая флора СССР. Критический обзор сосудистых растений, встречающихся в арктических районах ССР» (1960—1987)
12. Ковальченко, Иван Дмитриевич, зав. кафедрой МГУ имени М. В. Ломоносова, — за монографию «Методы исторического исследования» (1987)
13. Анчишкин, Александр Иванович — за разработку теории прогнозирования роста социалистической экономики и НТП
14. Беленков, Юрий Никитович, директор, Атьков, Олег Юрьевич, руководитель отдела НИИ кардиологии имени А. Л. Мясникова ВКНЦ АМН СССР; Зарецкий, Василий Васильевич, гл. н. с., Бобков, Владимир Васильевич, ведущий н. с. ВНЦХ АМН СССР; Ольбинская, Любовь Ильинична, профессор 1 ММИ имени И. М. Сеченова; Милова, Елена Павловна, ведущий инженер ИМБПАН; Чистяков, Вячеслав Максимович, нач. сектора, Баранов, Владимир Фёдорович, нач. отдела НПО измерительной техники; Мухарлямов, Нурмухамед Мухамедович — за разработку методов ЭкоКГ-диагностики и контроля состояния ССС и внедрение их в практику здравоохранения
15. Корочкин, Иван Михайлович, зав. кафедрой, Капустина, Галина Михайловна, ассистент 2 ММИ имени Н. И. Пирогова; Кипшидзе, Нодар Николаевич, академик АМН СССР, директор, Чапидзе, Гюльнара Эмильевна, руководитель отдела, Бохуа, Мераб Ражденович, Марсагишвили, Луиза Александровна, ст. н. с. НИИЭКТ; Степанищева, Нина Ивановна, ведущий инженер НПО; Сергиевский, Владислав Сергеевич, ст. н. с. НИИ патологии кровообращения; Агов, Борис Самсонович, ассистент ЛСГМИ, — за разработку и внедрение в клиническую практику метода лечения различных форм ИБС гелий-неоновым лазером
16. Сомов, Георгий Павлович, академик АМН СССР, советник при дирекции, Беседнова, Наталия Николаевна, директор, Дзадзиева, Майя Фоминична, Варвашевич, Татьяна Николаевна, Тимченко, Нэлли Фёдоровна, Шубин, Феликс Николаевич, руководители лабораторий, сотрудники НИИЭМ СО АМН СССР; Борисова, Мария Алексеевна, зав. кафедрой Владивостокского ГМИ; Знаменский, Владимир Алексеевич, зав. кафедрой КГИУВ; Серов, Геннадий Дмитриевич, нач. лаборатории НИКТИ БАВ; Ющенко, Галина Васильевна, зав. лабораторией ЦНИИ эпидемиологии; Королюк, Александр Михайлович, зав. кафедрой Ленинградского ПМИ — за внедрение в практику новых методов диагностики, профилактики и лечения псевдотуберкулёза
17. Ткаченко, Борис Иванович, академик АМН СССР, руководитель отдела, Самойленко, Анатолий Васильевич, ст. н. с. НИИЭМ АМН СССР; Хайне, Хорст , ч.-к. АН ГДР, директор, Цешке, Герхард , руководитель научной группы ЦИССИ АН ГДР, — за установление новых закономерностей регуляции системы кровообращения на основе разработки имплантируемых измерительных устройств
18. Абрамов, Валерий Иванович, зам. гл. конструктора ММСЗ имени С. В. Ильюшина; Бойцов, Борис Васильевич, зав. кафедрой, Кравченко, Георгий Николаевич, нач. сектора МАИ имени С. Орджоникидзе; Гусенков, Анатолий Петрович, зам. директора, Дроздов, Юрий Николаевич, зав. отделом, Когаев, Владимир Петрович, зав. лабораторией, работники ИМАН имени А. А. Благонравова; Жучков, Михаил Гаврилович, нач. лаборатории ВНИИТМ; Лейбов, Виталий Геннадьевич, зам. нач. отделения, Нестеренко, Григорий Ильич, нач. сектора, Райхер, Вениамин Львович, нач. отдела, работники ЦАГИ имени профессора Н. Е. Жуковского; Крагельский, Игорь Викторович, ст. н. с.-консультант ИПМАН; Проников, Александр Сергеевич, зав. кафедрой МВТУ имени Н. Э. Баумана, — за разработку методов и создание систем обеспечения ресурса машин
19. Никитин, Евгений Александрович, гл. конструктор, Ширяев, Вадим Михайлович, зам. гл. конструктора, Коробенков, Анатолий Иванович, нач. отдела, Салтыков, Михаил Алексеевич, Улановский, Эдуард Александрович, нач. секторов, Трофимов, Юрий Дмитриевич, гл. инженер производства, Стрюков, Борис Андреевич, зам. нач. отдела, работники ПО «Коломенский завод»; Арутюнов, Рафаэль Нждеевич, 1-й зам. МТМ СССР; Стрельников, Валентин Павлович, директор ВНИТИ; Балакин, Владилен Иванович, директор ЦНИДИ; Бевзенко, Альберт Николаевич, зам. председаталя Госплана СССР; Нестрахов, Александр Сергеевич, зав. отделением ВНИИЖДТ, — за создание и внедрение в народное хозяйство мощностного ряда унифицированных экономичных дизелей типа Д-49
20. Авдеев, Виталий Павлович, зав. кафедрой, Мышляев, Леонид Павлович, доцент СМИ имени С. Орджоникидзе; Бурков, Владимир Николаевич, зав. лабораторией ИПУ (автоматики и телемеханики); Дьячко, Анатолий Григорьевич, зав. кафедрой МИСиС; Салыгин, Валерий Иванович, ген. директор ВМХНКЦ «Союзнаука»; Марьясов, Михаил Фомич, зам. гл. инженера, Сарапулов, Юрий Александрович, нач. отдела, Зимин, Валерий Викторович, зам. нач. отдела, работники ЗСМК имени 50-летия Великого Октября; Носырев, Владимир Иванович, ген. директор Кемеровского НПО «Промавтоматика»; Соловьёв, Виктор Иванович, ген. директор НПО по автоматизации чёрной металлургии; Мямлин, Владимир Александрович, зам. нач. отдела НЛМК имени Ю. В. Андропова, — за создание АСУ с многовариантной структурой для управления промышленными комплексами
21. Балыбердин, Леонид Леонидович, зав. отделом, Емельянов, Виктор Иванович, ведущий н. с. НИИ по передаче электроэнергии постоянным током высокого напряжения; Бики, Меньгерт Акошович, гл. конструктор ПО «Запорожтрансформатор» имени В. И. Ленина; Таратута, Игорь Петрович, Викулин, Анатолий Григорьевич, нач. отделов ВЭТИ имени В. И. Ленина; Корнилов Борис Александрович, Ленинградского завода «Электропульт»; Ляшенко, Виктор Степанович, гл. инженер ВГПИНИИЭСЭС; Резов, Юрий Михайлович, ген. директор Средневолжского ПО «Трансформатор»; Юшкин, Владимир Николаевич, зав. КБ ВНИПКТИ трансформаторостроения; Косцов, Игорь Иванович, бригадир ВМТ «Гидроэлектромонтаж»; Казаров, Сергей Семёнович, нач., Прочан, Геннадий Гаврилович, нач. службы, работники подстанции Выборгского преобразовательного комплекса, — за разработку и внедрение комплекса электротехнического оборудования на сверхмощной несинхронной электропередаче
22. Аксёнов, Сергей Степанович, нач. ГСПИ; Блохин, Владимир Александрович, ведущий конструктор ГНИИ радио; Даниэлян, Станислав Арташесович, нач. отделения, Дьяков, Виктор Семёнович, Колоколов, Юрий Дмитриевич, нач. отделов, Мальцев, Виктор Яковлевич, нач. сектора, работники НИИ; Пчеляков, Леонид Сергеевич, нач. отдела ВО «Морсвязьспутник»; Седвалд, Валдис Карлович, директор НИИ Рижского ПО ВЭФ имени В. И. Ленина; Халиманович, Владимир Иванович, зам. нач. комплекса НПО; Черевач, Дмитрий Фёдорович, гл. инженер ГУ МТС СССР; Карпов, Леонид Сергеевич, бригадир комплексной бригады Красноярского завода телевизоров, — за создание центров морской глобальной автоматизированной спутниковой связи
23. Айтматов, Ильгиз, директор Института физики и механики горных руд АН Киргизской ССР; Борщ-Компониец, Виталий Иванович, зав. кафедрой МГРИ имени С. Орджоникидзе; Влох, Николай Петрович, зав. отделом ИГД; Егоров, Пётр Васильевич, проректор КузПИ; Козырев, Анатолий Александрович, зав. лабораторией ГИ КНЦ имени С. М. Кирова АН СССР; Кузнецов Сергей Васильевич, зав. лабораторией ИПКОНАН; Курленя, Михаил Владимирович, ч.-к. АН СССР, директор, Леонтьев, Аркадий Васильевич, зав. лабораторией ИГД СО АН СССР; Ямщиков, Валерий Сергеевич, зав. кафедрой МГИ; Марков, Геннадий Александрович, зав. кафедрой ВЗПИ; Турчанинов, Игорь Александрович, ч.-к. АН СССР, — за создание и внедрение методов управления горным давлением приподземной разработке рудных месторождений на основе исследований напряжённого состояния массива горных пород
24. Орлов, Анатолий Александрович, зам. директора, Баранов, Сергей Григорьевич, Громов, Юрий Викторович, Кузнецов, Степан Тимофеевич, зав. лабораториями ВНИИ горной геомеханики и маркшейдерского дела; Дубов, Евгений Дмитревич, зав. лабораторией Донецкого НИУИ; Макаров, Николай Ильич, гл. конструктор проекта ГПКТИПТМ; Мамонтов, Святослав Викторович, зав. лабораторией ИГДАН имени А. А. Скочинского; Мышляев, Борис Константинович, гл. инженер ГПКЭИУМ; Попов, Валерий Львович, профессор МГИ; Фёдоров, Леонид Иосифович, зав. отделом ВНИПКУИ; Яковлев, Николай Ильич, н. с. ЦНИИЭНТИУП, — за разработку научных основ взаимодействия механизированных крепей с породным массивом и их внедрение в практику управления кровлей в шахтах
25. Белянский, Андрей Дмитриевич, гл. инженер, Супрунюк, Виктор Маркиянович, ст. мастер НЛМК имени Ю. В. Андропова; Шелков, Евгений Михайлович, зам. директора, Кондратьев, Владислав Кузьмич, зав. отделом, Квартальнов, Анатолий Павлович, зам. зав. отделом, Пашков, Сергей Андреевич, зам. нач. отдела, сотрудники ИВТАН; Перимов, Александр Алексеевич, директор, Кривошеин, Александр Дмитриевич, нач. отдела ГСИ по проектированию агрегатов сталеплавильного и прокатного производства для чёрной металлургии; Петров, Юрий Александрович, нач. лаборатории, Тишков, Виктор Яковлевич, нач. отдела ЧерМК имени 50-летия СССР; Сырцов, Станислав Семёнович, гл. механик ММЗ «Серп и молот»; Орджоникидзе, Нодар Шалвович, директор ВМЗ «Красный Октябрь», — за реконструкцию нагревательных печей прокатных цехов, обеспечивающую значительное повышение их эффективности и качества проката
26. Блинов Юрий Иванович, директор УрНИИТП; Мухаметзянов, Аклим Касимович, ген. директор, Магалимов, Абрик Фазлиахметович, нач. отдела ПО «Татнефть» имени В. Д. Шашина; Юсупов, Изиль Галимзянович, зам. директора, Загиров, Магсум Мударисович, зав. отделом, Стеблецов, Анатолий Григорьевич, зав. лабораторией, Гринюк, Леонард Николаевич, нач. отдела, сотрудники ТатГНИПИНП; Лобанов, Борис Степанович, зам. ген. директора, Максутов, Рафхат Ахметович, гл. н. с. ВНГНИИ имени А. П. Крылова; Быков, Виктор Владимирович, ген. директор Клинского ПО «Термоприбор»; Ведерников, Александр Константинович, гл. специалист отдела ММ СССР; Орлов, Дмитрий Львович, зам. директора ГНИИ стекла, — за разработку, промышленное освоение технологии защитных покрытий внутренней поверхности трубопроводов нефтяных и газовых месторождений
27. Смирнов, Лель Вениаминович, зав. лабораторией, Петрова, Софья Николаевна, руководитель группы ИФМ УрО АН СССР; Смирнов, Михаил Анатольевич, зав. кафедрой ЧПИ имени Ленинского комсомола; Самедов, Октай Витальевич, ст. н. с. МИСиС; Пилюшенко, Виталий Лаврентьевич, директор, Пирогов, Виталий Александрович, зав. лабораторией ИЧМ; Щербединский, Геннадий Васильевич, директор, Бащенко, Анатолий Павлович, зав. лабораторией ИМФМ ЦНИИчермет имени И. П. Бардина; Соляников, Борис Георгиевич, гл. инженер МК имени А. К. Серова; Покровский, Анатолий Борисович, директор ЗМК; Каракин, Юрий Михайлович, нач. цеха ЧерМК имени 50-летия СССР; Бернштейн, Марк Львович — за создание научных основ и технологий термомеханического упрочнения сталей и сплавов
28. Жуковский, Эрнест Залманович, зав. лабораторией, Шабля, Виктор Фёдорович, зав. сектором МНИПИТЭП; Шилобреев, Юрий Александрович, зам. председателя исполкома МГСНД; Шугаев, Владимир Васильевич, зав. лабораторией НИПКТИ бетона и железобетона; Горячий, Степан Григорьевич, зам. нач. ГУ пассажирского транспорта при Мосгорисполкоме; Коломийцев, Анатолий Николаевич, нач. управления, Чупикин, Алексей Степанович, бригадир комплексной бригады, работники 1 СМТ; Никонов, Николай Николаевич, нач. ГУ МСК при Мосгорисполкоме; Сапожников, Владимир Васильевич, бывший зам. нач. управления ПСО «Моспромстрой»; Складнев, Николай Николаевич, ч.-к. АН СССР, директор ЦНИПЭИКПСК имени В. А. Кучеренко; Шевчук, Николай Владимирович, бригадир монтажников треста «Стальконструкция»; Гуревич, Юрий Семёнович, гл. инженер ЗЖБИ № 18, — за создание и внедрение в строительство системы новых ж/б индустриальных тонкостенных пространственных конструкций
29. Силин, Константин Сергеевич, гл. н. с., Большаков, Константин Петрович, Цейтлин, Александр Львович, зав. лабораториями ВНИИТС; Макаров, Олег Николаевич, 1-й зам. МТС СССР; Лебедев, Борис Фёдорович, нач. отдела ИЭС имени Е. О. Патона АН УССР; Пустоход, Евгений Николаевич, управляющий МСТ № 1; Родов, Макс Исаак-Айзикович, зам. директора ГППКИПСМ; Соловьёв, Георгий Петрович, зав. кафедрой МИТЖДТ имени Ф. Э. Дзержинского; Копырин, Владимир Иванович, гл. инженер Курганского ЗММК; Фукс, Георгий Борисович, гл. инженер проекта Киевского филиала ГИПИАД; Цариковский, Игорь Фёдорович, гл. инженер ГУ МТС СССР; Шипов, Николай Дмитриевич, гл. инженер проекта ГИИПМ, — за разработку гибкой (универсальной) технологии строительства автодорожных и городских мостов

- Акимов Анатолий Иванович, физик-лазерщик
- Алексеев, Виктор Аполлонович, физик-лазерщик
- Александров, Кирилл Сергеевич, кристаллофизик
- Волков Владимир Иванович, конструктор стрелкового оружия
- Лёвшин, Леонид Вадимович, физик-лазерщик
- Денисюк, Юрий Николаевич, физик
- Легостаев, Виктор Павлович
- Савиных, Виктор Петрович, космонавт
- Сопин Александр Иванович, физик-лазерщик, — за разработку нового поколения лазерных активных сред и применения этой разработки в научных и прикладных исследованиях
- Тринчук, Борис Ферапонтович, физик-лазерщик
- Финогенов, Павел Васильевич
- Шеломков, Альвиан Николаевич, конструктор ракетной техники

### За учебники
Для высших учебных заведений
1. Егоров, Николай Сергеевич, зав. кафедрой МГУ имени М. В. Ломоносова, — за учебник «Основы учения об антибиотиках» (1986, 4-е издание)
2. Матвеев, Алексей Николаевич, зав. кафедрой МГУ имени М. В. Ломоносова, — за учебник «Молекулярная физика» (1987, 2-е издание)
3. Рассохин, Николай Георгиевич, зав. кафедрой МЭИ, — за учебник «Парогенераторные установки АЭС» (1987, 3-е издание)
4. Ярмоненко, Самуил Петрович, научный консультант ВОНЦ, — за учебник «Радиобиология человека и животных» (1984, 2-е издание)

Для средних специальных учебных заведений
1. Яковлев, Сергей Васильевич, директор ВНИИВКГСИГ; Ласков, Юрий Михайлович, зав. кафедрой МИСИ имени В. В. Куйбышева, — за учебник «Канализация» (1987, 7-е издание)

## 1990

### В области естественных наук
1. Соколов, Владимир Евгеньевич, директор, Орлов, Виктор Николаевич, зав. лабораторией ИЭМЭЖ имени А. Н. Северцова; Большаков, Владимир Николаевич, директор ИЭРЖ УрО АН СССР; Шилов, Игорь Александрович, ч.-к. АН СССР, профессор МГУ имени М. В. Ломоносова; Воронцов, Николай Николаевич, председатель ГК СССР по охране природы; Громов, Игорь Михайлович, ведущий н. с.-консультант ЗИАН; Лавров, Леонид Сергеевич, бывший ст. н. с. ВГЗ, — за комплексное исследование млекопитающих (систематика, экология, охрана)
2. Гурвич, Александр Сергеевич, зав. отделом ИФА АН СССР; Обухов Александр Михайлович (посмертно), акад. АН СССР, директор ИФА АН СССР; Татарский, Валерьян Ильич, ч.-к. АН СССР, зав. отделом, Шишов, Владимир Иванович, зав. сектором ФИАН имени П. Н. Лебедева; Рытов, Сергей Михайлович, ч.-к. АН СССР, нач. лаборатории РТИАН имени А. Л. Минца; Кляцкин, Валерий Исаакович, зав. отделом ТОИ ДВО АН СССР; Кравцов, Юрий Александрович, зам. директора малого специализированного предприятия «Грот» ИОФАН; Чернов, Лев Александрович (посмертно) — за исследование основных закономерностей прохождения волн через турбулентные среды

### В области техники
1. Лопаткин, Николай Алексеевич, академик АМН СССР, директор, Симонов, Валентин Яковлевич, зав. отделом НИИ урологии; Шокуров, Михаил Михайлович, нач. отдела, Захаров, Виктор Николаевич, Уваров, Виталий Александрович, нач. секторов, Саушкин, Виктор Сергеевич, нач. отделения МРТИАН; Голубчиков, Владимир Александрович, ведущий уролог 7 ЦВНИАГ; Петухов, Валентин Петрович, нач. отделения ЦНИИ автоматики и гидравлики, — за создание комплекса «Урат-П» для бесконтактного разрушения камней в почках
2. Боровиков, Владимир Андреевич, ведущий н. с. ИПМАН; Кинбер, Борис Евсеевич, ведущий н. с. ВНИИОФИ; Лукин, Дмитрий Сергеевич, зав. кафедрой, Крюковский, Андрей Сергеевич, ст. н. с., Палкин, Евгений Алексеевич, доцент МФТИ; Попов, Алексей Владимирович, зав. лабораторией ИЗМИРАН; Уфимцев, Пётр Яковлевич, гл. н. с. ИРТЭАН; Вайнштейн, Лев Альбертович (посмертно) — за развитие и применение асимптотических методов теории дифракции и распространения электромагнитных волн
3. Денисов, Генрих Александрович, зав. отделом, Зарогатский, Леонид Петрович, зав. лабораторией ВНИПИМОПИ; Трубецкой, Климент Николаевич, ч.-к. АН СССР, директор, Барский, Лев Абрамович, зав. лабораторией ИПКОНАН; Зеленов, Пётр Иванович, гл. специалист Управления делами СМ СССР; Остапенко, Павел Ефимович, зав. лабораторией ВНИИ минерального сырья; Шпирт, Михаил Яковлевич, зав. лабораторией Института горючих ископаемых; Ревнивцев, Владимир Иванович, ч.-к. АН СССР (посмертно) — за разработку и внедрение оборудования и технологий для переработки и утилизации техногенного сырья
4. Николаев, Владимир Алексеевич, ведущий н. с. МИСиС; Давыдов, Владимир Никифорович, доцент, Силин, Ренгольд Иванович, зав. сектором, Журавлёв, Владимир Ильич, ст. н. с., работники УПИ имени С. М. Кирова; Трайно, Александр Иванович, ст. н. с. ИМАН имени А. А. Байкова; Третьяков, Михаил Андреевич, нач. отдела, Киричков, Анатолий Александрович, гл. прокатчик НТМК имени В. И. Ленина; Ширин, Владимир Степанович, электросварщик ИЭС имени Е. О. Патона АН УССР, — за создание технологии восстановления и повышения эксплуатационных свойств прокатных валков в чёрной и цветной металлургии
5. Рочегов, Александр Григорьевич, академик АХ СССР, председатель правления СА РСФСР; Ширяев, Олег Сергеевич, ген. директор совместного советско-французского предприятия «Смоленская-инвестмент»; Марин, Владимир Васильевич, зам. нач. ГУ Мосстройкомитета; Гордон, Александр Львович, зам. гл. инженера управления «Моспроект-2»; Карганов, Валерий Борисович, гл. инженер управления «Моспроект-1»; Пятецкий, Александр Михайлович, гл. конструктор мастерской № 20 того же управления; Ферштер, Владимир Ильич, нач. управления ПСО Главмосстрой; Былинкин, Максим Николаевич (посмертно), архитектор, — за создание и внедрение системы крупнопанельного домостроения из компоновочных объёмно-планировочных элементов
6. Чернышёв, Александр Константинович, научный сотрудник ВНИИЭФ.

### За учебники
1. Копылов, Игорь Петрович, зав. кафедрой МЭИ, — за учебник «Математическое моделирование электрических машин» (1987)

## 1991

### В области науки и техники
1. Ахсахалян, Арам Давидович, н. с., Гапонов, Сергей Викторович, директор отделения, Салащенко, Николай Николаевич, зав. отделом, Платонов, Юрий Яковлевич, Генкин, Валерий Маркович, ст. н. с., Лускин, Борис Михайлович, гл. инженер специального конструкторско-технологического бюро, сотрудники ИПФАН; Виноградов, Александр Владимирович, гл. н. с. ФИАН имени П. Н. Лебедева, Федоренко, Анатолий Иванович, зав. кафедрой ХПИ имени В. И. Ленина, — за создание многослойной оптики мягкого и ультрамягкого рентгеновского диапазона длин волн.
2. Дерягин, Борис Владимирович, советник при дирекции ИФХАН, — за создание теории устойчивости коллоидов и тонких плёнок.
3. Красновский, Александр Абрамович, академик, советник при дирекции, Карапетян, Навасард Ваганович, зав. лабораторией ИБХАН имени А. Н. Баха, Климов, Вячеслав Васильевич, Ерохин, Юрий Евдокимович, зам. директора, Шувалов, Владимир Анатольевич, зав. лабораторией, Клеваник, Александр Васильевич, ст. н. с., работники ИПФСАН; Евстигнеев, Вячеслав Борисович (посмертно), — за раскрытие молекулярных механизмов фотобиохимических превращений хлорофиллов в реакционных центрах фотосинтеза.
4. Воронин, Николай Иванович, зав. Прикаспийским отделением Нижне-Волжского НИИ геологии и геофизики, Мизинов, Николай Владимирович, зам. ген. директора, Магомедов, Джамалутин Магомедович, нач. Ильинской геофизической экспедиции, Мордовин, Андрей Яковлевич, геолог Опытно-методической экспедиции, Шатин, Владимир Алексеевич, комплектовщик бурового оборудования Астраханской нефтегазоразведочной экспедиции, работники Прикаспийского отделения Нижне-Волжского НИИ геологии и геофизики; Габриэлянц, Григорий Аркадьевич, бывший Министр геологии СССР, Якубенко, Борис Васильевич, гл. технолог производственного объединения «Саратовнефтегаз», Цведель, Юрий Леонтьевич (посмертно) — за открытие и оптимизацию разведки Астраханского серогазоконденсатного месторождения.
5. Серов, Виктор Викторович, академик АМН СССР, профессор-консультант, Пальцев, Михаил Александрович, чл.-корр. АМН СССР, ректор, Мухин, Николай Алексеевич, Тареева, Ирина Евгеньевна, зав. кафедрами, Лысенко, Лидия Владимировна, ведущий н. с., Варшавский, Владимир Анатольевич, профессор, сотрудники ММА имени И. М. Сеченова; Ратнер, Мария Яковлевна, ведущий н. с. НИИ трансплантологии и искусственных органов, — за фундаментальные исследования проблемы гломерулонефрита.
6. Ботбаев, Ильяс Махмутович, зав. лабораторией, Будайчиев, Бекташ, ст. н. с., Хмыров, Алексей Васильевич, бывший зав. отделом, работники Кыргызского НИИ животноводства; Стефанюк, Леонид Степанович, генеральный директор Ассоциации советских комбикормовых предприятий в сельском хозяйстве; Калмаматов, Актай Калмаматович, Сатыбалдиев, Мамат Сатыбалдиевич, ст. чабаны Государственного племенного завода «Кашка-Суу», Петричук, Анатолий Дмитриевич, Джаманкулов, Джекен Джаманкулович, селекционеры (посмертно), — за выведение алтайской породы полугрубошерстных овец.
7. Караулов, Юрий Николаевич, директор ИРЯАН, — за исследование русской языковой личности (теория, эксперимент, модель).
8. Белитченко, Анатолий Константинович, директор, Лысов, Евгений Филиппович, зам. гл. инженера, Костин, Анатолий Сергеевич, нач. отдела, Белов Юрий Андреевич, ведущий инженер, работники ММЗ; Ротенберг, Абрам Маркович, ведущий н. с., Плющенков, Петр Матвеевич, нач. КБ Московского опытного завода ВНИИМЕТМАШ имени А. И. Целикова; Макаров, Вадим Германович, гл. конструктор производственного объединения «Южуралмаш», Лейтес, Абрам Владимирович, ведущий н. с. ЦНИИчермет имени И. П. Бардина, — за разработку и освоение первых отечественных 6-ручьёвых радиальных машин непрерывного литья сортовых заготовок.
9. Киселевский, Леонид Иванович, академик АН Беларуси, академик-секретарь отделения АН БССР, Амербаев, Вильжан Мавлютинович, академик АН Казахстана, академик-секретарь отделения АН Казахстана, Чернявский, Александр Фёдорович, член-корреспондент АН Беларуси, директор НИИ прикладных физических проблем имени А. Н. Севченко при БГУ имени В. И. Ленина, Беляев, Борис Илларионович, Ревинский, Виктор Викентьевич, зав. лабораториями, Коляда, Андрей Алексеевич, ведущий н. с., работники того же института, Евстигнеев, Владимир Гаврилович, нач. сектора научно-производственного объединения «Орион», Синьков, Михаил Викторович, зав. отделом Института проблем регистрации информации НАНУ, — за разработку и внедрение в народное хозяйство систем измерения позиционно-модулярного типа.
10. Грудзинский, Михаил Александрович, директор, Цуккерман, Илья Иоаннович, нач. отдела, Нощенко, Вячеслав Степанович, нач. отделения, Кац, Борис Моисеевич, ведущий н. с., работники ВНИИ телевидения; Афанасьев, Виктор Леонидович, директор, Маркелов, Сергей Викторович, зав. лабораторией, Балега, Юрий Юрьевич, ведущий н. с., работники САФО; Дашевский, Борис Ефимович, зам. директора малого НПО «Радиан», — за создание цифровых телевизионных средств для исследования предельно слабых астрономических объектов на БТА АН СССР.
11. Дубченко, Владилен Иванович, гл. технолог, Санчуковский, Александр Александрович, ген. директор, Обласов, Павел Семёнович, гл. инженер, Кенько, Владимир Михайлович, гл. радиотехнолог, Косачовский, Владимир Лазаревич, Шпильман, Евгений Маркович, нач. секторов, Шепотковский, Леонид Иванович, ведущий конструктор, Совинский, Валерий Владиславович, художник-конструктор II категории, работники СКБ Минского ПО «Горизонт», — за разработку и серийное освоение базовой модели телевизора «Горизонт» 5-го поколения.
12. Кощеев, Лев Ананьевич, зам. директора, Садовский, Юрий Дмитриевич, бывший зав. сектором, Кац, Пинкус Янкелевич, ведущий н. с., Богомолова, Инна Алексеевна, ст. н. с., работники НИИ по передаче электроэнергии постоянным током высокого напряжения; Окин, Анатолий Андреевич, гл. инженер Центрального диспетчерского управления ЕЭС СССР; Мошкин, Евгений Алексеевич, гл. диспетчер, Демчук, Анатолий Тимофеевич, Короткин, Ефим Борисович, нач. секторов Объединённого диспетчерского управления энергосистемами Урала, — за разработку и внедрение адаптивной централизованной системы противоаварийного управления энергообъединением.
13. Борисов Виктор Тихонович, зав. лабораторией, Виноградов, Владимир Васильевич, ведущий н. с. ЦНИИчермет имени И. П. Бардина; Ефимов, Виктор Алексеевич, академик НАНУ, советник при дирекции Института проблем литья НАНУ; Журавлёв, Виталий Анатольевич, ректор УдГУ имени 50-летия СССР; Клявиньш, Янис Янович, ст. н. с. Института физики Латвийской АН, Ватолин, Николай Анатольевич, академик, директор, Романов, Александр Анисимович, зав. лабораторией Института металлургии УрОАН, — за разработку теории квазиравновесной кристаллизации металлических сплавов и её применение к проблемам затвердевания слитка.
14. Доценко, Георгий Степанович, директор УЗМИ; Зелепукин, Пётр Алексеевич, председатель правления, Соболев, Леонид Васильевич, гл. металлург Концерна отраслевого металлургического машиностроения; Свистунов, Игорь Александрович, ведущий н. с. Украинского НИИ металлов, Комратов, Юрий Сергеевич, зам. ген. директора, Стариков, Владимир Викторович, нач. участка НТМК имени В. И. Ленина, Семилетов, Алексей Прокофьевич, зав. отделом филиала ЦНИИТМАШ, — за создание и внедрение оборудования и технологических процессов производства однослойных и биметаллических изделий ответственного назначения.
15. Абелев, Марк Юрьевич, зав. кафедрой Центрального межведомственного института повышения квалификации руководящих работников и специалистов строительства при МИСИ имени В. В. Куйбышева; Бойко, Николай Васильевич, ген. директор НПО фундаментостроения «Союзспецфундаментстрой», Гамарник, Виталий Борисович; зам. директора ГНИПИ нефтяной и газовой промышленности имени В. И. Муравленко; Джанашия, Теймураз Харитонович, гл. инженер ПСМО «Тбилгорстрой», Коновалов, Павел Александрович, зам. директора, Сорочан, Евгений Андреевич, зав. лабораторией, Петрухин, Валерий Петрович, ведущий н. с., работники ВНИПИКТИОПС имени Н. М. Герсеванова; Мазур, Иван Иванович, зам. председателя правления Государственного концерна нефтегазового строительства, — за разработку научных основ фундаментостроения на структурно-неустойчивых грунтах и внедрение их в практику массового строительства.
16. Логинов, Виктор Михайлович, ген. директор, Югай Нам Сун, гл. технолог, Горбатов, Евгений Петрович, гл. теплотехник, Якимчук, Нелли Александровна, гл. художник, Дунашова, Татьяна Сергеевна, художник, Муханова, Лариса Михайловна, литейщица, работники ПО «Гжель»; Власов, Анатолий Сергеевич, зав. кафедрой МХТИ имени Д. И. Менделеева, Крупкин, Юрий Самуилович, зав. лабораторией ВНИИ фарфоро-фаянсовой промышленности, — за создание научных основ технологии и внедрение в серийное производство художественной керамики «Гжель».
17. Богатырёв, Сергей Георгиевич, ген. директор Казанского НПО имени В. И. Ленина, Иванов, Георгий Алексеевич, директор, Газизов, Флюс Мирзасалихович, зам. директора, Куликов, Владимир Викторович, технолог цеха, работники Стерлитамакского завода «Авангард», Ильясов, Шамиль Гималетдинович, директор Государственного союзного института по проектированию химических промышленных предприятий; Махоткин, Алексей Феофилактович, чл.-корр. ИА СССР, директор, Хапугин, Игорь Николаевич, гл. инженер, Халитов, Рифкат Абдрахманович, ст. н. с., работники Казанского филиала межвузовского инженерного центра «Волновые процессы и технологии» при КХТИ имени С. М. Кирова, — за комплексное решение проблемы очистки кислотных газовых выбросов.

### За учебники
1. Александров, Андрей Фёдорович, зав. кафедрой МГУ имени М. В. Ломоносова, Рухадзе, Анри Амвросьевич, зав. отделом, Богданкевич, Лариса Семёновна, ст. н. с. ИОФАН имени А. М. Прохорова, — за учебник «Основы электродинамики плазмы» (1988; 2-е издание).
2. Алемасов, Вячеслав Евгеньевич, чл.-корр. АН СССР, председатель Президиума КНЦАН, Дрегалин, Анатолий Фёдорович, заведующий кафедрой КАИ имени А. Н. Туполева, Тишин, Анатолий Петрович, нач. отделения ЦНИИМАШ, — за учебник «Теория ракетных двигателей», (1989; 4-е издание).

- Чеботаревский, Юрий Викторович, ректор СГТУ

## Год неизвестен
- Алексеев, Александр Тимофеевич, Афанасьев, Николай Михайлович, Внуков, Владимир Григорьевич, Головин, Геннадий Александрович, Губин, Валентин Тимофеевич, Зеленко, Виктор Кириллович, Иванов, Виктор Васильевич, Кнебельман, Михаил Самойлович, Кузьмин, Виктор Петрович, Куканов, Виктор Васильевич, Перов, Борис Николаевич, Платонов, Юрий Павлович, Ротенберг, Григорий Яковлевич, Телеш, Валерий Николаевич, Филимонов, Геннадий Дмитриевич, Шорников, Евгений Ефимович, Эштокин, Анатолий Павлович (дважды)
- Викулин, Иван Михайлович — за создание новых полупроводниковых магниточувствительных приборов (дважды)
- Обельницкий, Александр Моисеевич
- Осипенко, Леонид Гаврилович, командир первой советской АПЛ
- Резунов, Леонид Николаевич, зам. МССП
- Серебренникова, Галина Андреевна, Чернышёв, Евгений Андреевич, Шапиро, Борис Исаакович, химики
- Фирсов, Олег Афанасьевич, гл. конструктор судостроительного завода в Ленинграде
- Шабалин, Аркадий Васильевич, конструктор бронетехники
- Шабад, Александр Леонович, врач-уролог
- Шапиро, Анатолий Владимирович, инженер-строитель